# مؤامرة البارود

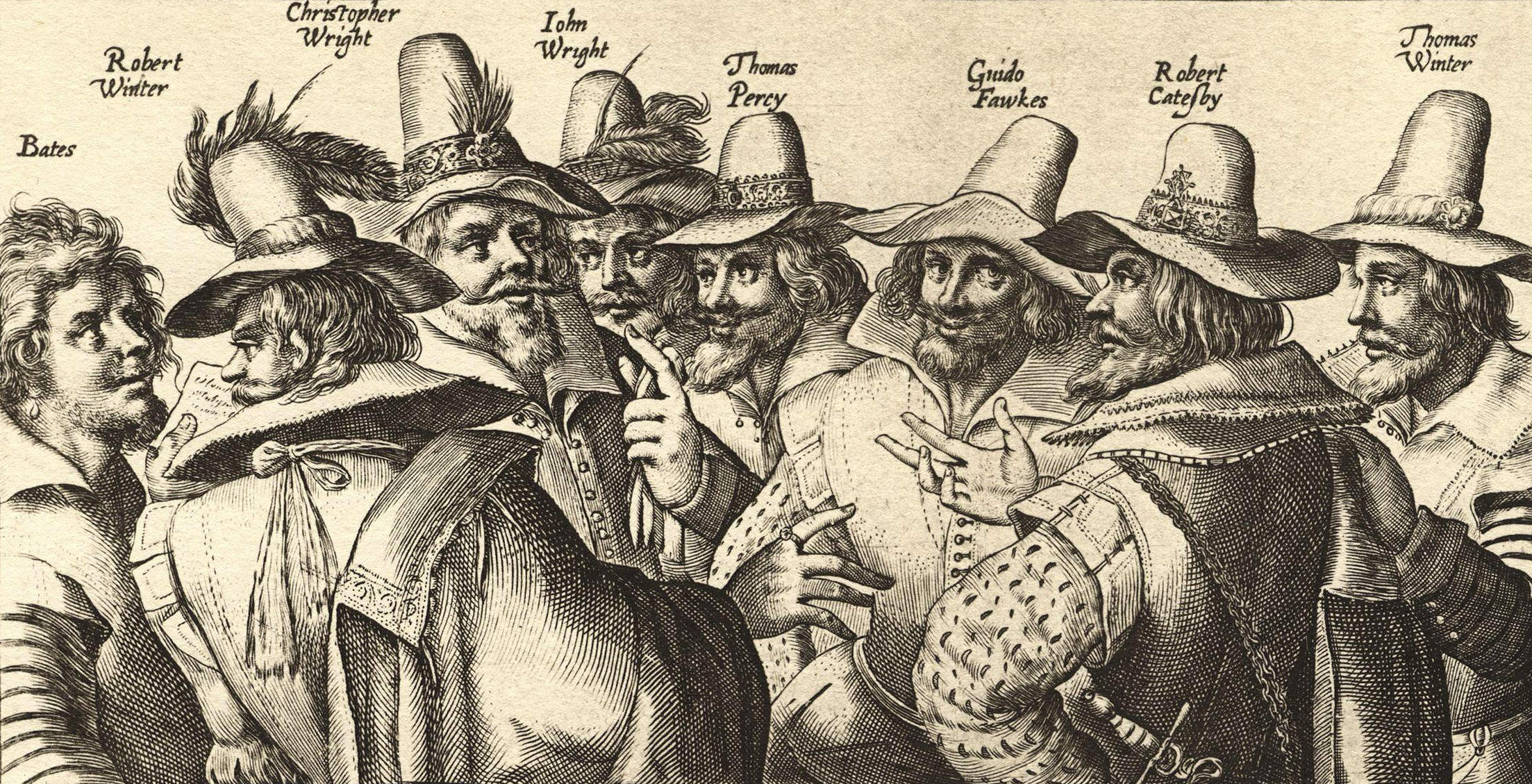
رسم افتراضي لمجموعة البارود

بعد أن أصبح جيمس الأول ملكاً على إنجلترا في 1603م أرخى قوانين الاضطهاد التي تعرض لها الكاثوليك والتي كانت تصل إلى فرض الغرامات والاعتقال وحتى بالموت. ومع ذلك، فإن الهياج الناتج في البرلمان أقنعه بالعدول عن قراره وقد أشعر هذا الفعل الكاثوليكيون بالخيانة من قبل الملك، وقررت مجموعة من الشباب الكاثوليكيين المتحمسين الاستيلاء على مقاليد الأمور عن طريق تدمير الحكومة الإنجليزية بأكملها، وعلى إثر ذلك قاموا بتهريب براميل من البارود في سراديب البرلمان، واستعد جاي فوكس لإشعال تلك البراميل في 5 نوفمبر 1605م، عندما اجتمع الملك واللوردات والأعيان في البرلمان. ولكن المؤامرة اكتُشفت عن طريق الخيانة، وتم القبض على المتآمرين وإعدامهم. وحفرت تلك الحادثة مكانها في ذاكرة الإنجليز، وأصبح إشعال النيران للاحتفال وحرق دمية تدعى (جاي) عادة سنوية يحتفلون بها ضمن احتفالات ليلة البون فاير احتفاءً بنجاة الملك.

## مؤامرة البارود
حدثت مؤامرة البارود عام 1605م في إنجلترا، وقد عرفت أيضاً باسم مؤامرة الخيانة البارودية أو الخيانة اليسوعية. جاءت تلك المؤامرة بمحاولة اغتيال جيمس الأول ملك إنجلترا واسكتلندا، حيث قام بتلك المؤامرة مجموعة من المقاطعات الإنجليزية الكاثوليكية بقيادة روبرت كاتيسبى.
كان المخطط لتلك المؤامرة هو تفجير مجلس اللوردات أثناء الافتتاح الرسمي للبرلمان في تمام الخامس من نوفمبر عام 1605م، كمقدمة لثورة شعبية في ميدلاندز لتتويج ابنة الملك جيمس الأول، الأميرة إليزابيث التي تبلغ من العمر تسع سنوات فقط، على العرش باعتبارها كاثوليكية. فقد شرع كاتيسبى في هذا المخطط بعد أن تلاشت كل آماله في تأمين قدر أكبر من التسامح الديني في عهد الملك جيمس الأول الذي قام باضطهاد الكاثوليك، مما أدى إلى إصابة العديد من الكاثوليكيين بخيبة الأمل. فهذا أدى إلى أشتراك جون رايت، توماس وينتور، توماس بيرسى، جاى فوكس، روبيرت كيز، توماس باتس، روبرت وينتور، كريستوفر رايت، جون جرانت، أمبروس روكوود، السيد إيفرارد ديجبى، وفرانسيز تريشام في تلك المؤامرة جنباً إلى جنب مع كاتيسبى. تم تكليف فاوكس في تلك المؤامرة بمسؤولية المتفجرات، حيث كانت لديه خبرة عسكرية دامت لعشر سنوات بسبب مشاركته في حرب هولاندا وإسبانيا والتي عرفت بأسم حرب الثمانين عاماً لقمع الثورة الهولندية. ولكن كُشف عن سرية المؤامرة للسلطات في رسالة مجهولة أرسلت إلى وليام باركر، البارون الرابع لعائلة مونتيجل، في 26 أكتوبر عام 1605م.
وأثناء عملية تفتيش مجلس اللوردات، في منتصف ليل 4 نوفمبر 1605م، ضُبط فاوكس وهو يحرس 36 برميلا من البارود الكافي لتحويل مجلس اللوردات إلى حطام، اعتُقل في تلك الليلة من قبل السلطات، بينما لاذ بالفرار من لندن معظم المتآمرين بعد معرفتهم باكتشاف السلطات للمؤامرة. إلا أنهم لم يتوقفوا عند ذلك، فقد حاولوا كسب التأييد على طول الطريق، حيث قام بعض منهم بوقفات احتجاجية ضد متابعة شريف مقاطعة ورسيستر ورجاله بشن هجاماتهم ضد الكاثوليك، وقد قاموا بتلك الوقفات أمام منزل هولبيتش. وفي واحدة من تلك المعارك المتتالية راح ضحيتها كاتيسبى، ثم تمت إدانة ثمانية من الناجين منها فيما بعد في محاكمة 27 يناير 1606م. وكانت تلك المحاكمة متضمنة فاوكس، حيث تم الحكم عليهم جميعاً بالإعدام. وزعم البعض بأن الأب هنري جارنت، وهو العضو الرئيسي لمجتمع يسوع في إنجلترا، بأنه كان على علم بتفاصيل محاولة الاغتيال. وعلى الرغم من انه أُدين بالخيانة وحكم عليه بالإعدام، إلا أنه مازال هناك ظلالاً من الشك تحوم حول مدى معرفته بتلك المؤامرة. فقد عُرف فيما بعد بأنه تم الكشف له عن سرية تلك المؤامرة من خلال اعتراف أحد المتورطين له في الكنيسة، وقد أمتنع جارنيت عن الإفصاح للسلطات بسبب السرية الشديدة للطائفية، أي بسبب القانون الكنسي. وعلى الرغم من التشريعات المناهضة للكاثوليكية التي أُصدرت فيما بعد إلا أن العديد من الكاثوليك، الذين تميزوا بالولاء، احتفظوا بالمناصب الرفيعة في عهد الملك جيمس الأول. احتُفل بفشل مؤامرة البارود لعدة سنوات متتالية في خطب خاصة، واحتفالات، ومراسم مثل رنين أجراس الكنائس، التي تطورت في ليلة البون فاير.

## خلفية عن هذا العصر

### الدين في إنجلترا
تولى الملك هنري الثامن، وهو من عائلة تيودور، السيطرة على الكنيسة الإنجليزية من أيدى روما، وكان هذا في الفترة ما بين عام (1533-1540)م. وكانت هذه هي بداية عدة قرون متتالية من التوتر الدينى في إنجلترا. فقد صارع الكاثوليك في هذا المجتمع الذي كان قد هيمن عليه بقوة الكنيسة البروتستانتية التي كانت قد انفصلت حديثاً عن الكنيسة الكاثوليكية في إنجلترا. وقُبل هذا الانقسام الدينى من قِبل الملكة إليزابيث الأولى، ابنة هنري الثامن ملك إنجلترا، بالتسوية الدينية التي عرفت باسم تسوية إليزابيث الدينية، وهي تنص على أن أي شخص سيتم تعيينه في عمل حكومي أو عمل تابع للكنيسة عليه أن يدلي باليمين للملكة، التي هي تعتبر على رأس الكنيسة والدولة. وكانت العواقب وخيمة لمن رفضوا أن يدلوا باليمين للملكة، حيث فرضت غرامات على كل من يرفض بالإدلاء بيمينه، كما تعرض البعض للسجن والإعدام. أصبحت الكاثوليكية مهمشة، ولكن على الرغم من التهديد بالتعذيب أو الإعدام استمر الكهنة في ممارسة شعائرهم الدينية سرا.

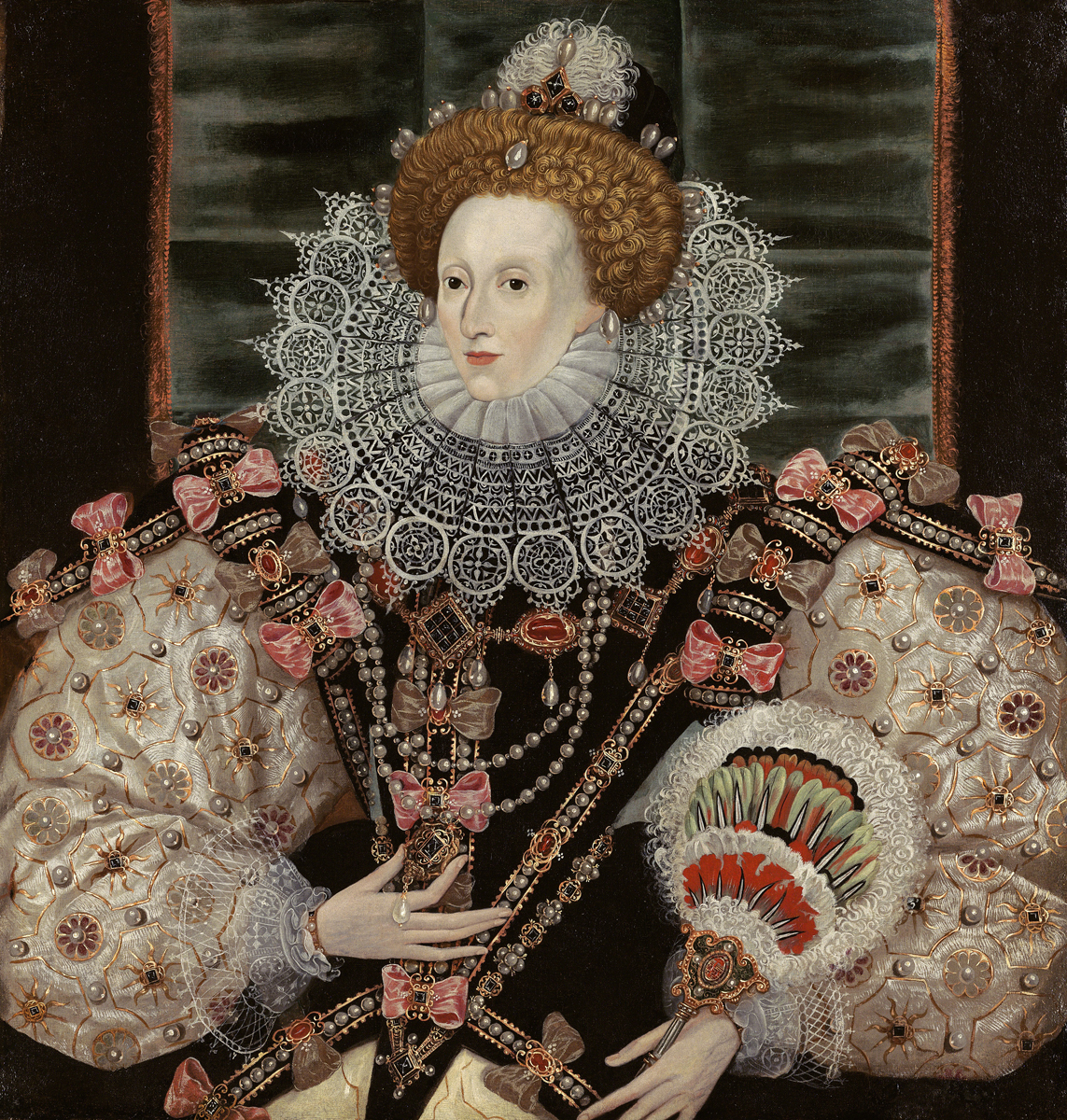
الملكة إليزابيث الأولى

### سلسلة متوالية من الملوك
لم تتزوج الملكة إليزابيث، وماتت بدون وريث. فاعتقد العديد من الكاثوليك أن ملكة اسكتلندا، مارى، ابنة أبن عمة الملكة إليزابيث، هي الوريثة الشرعية. ولكن الملكة مارى تم إدانتها بالخيانة العظمى عام 1587 وبالتالى تم تنفيذ حكم الإعدام فيها. ثم ثبت بعد ذلك أن وزير خارجية إنجلترا، روبرت سيسل، كان قد تفاوض سراً مع ابن الملكة مارى، جيمس السادس، ملك اسكتلندا. حيث كانت لدى روبرت سيسل رغبة جامحة في اعتلاء عرش إنجلترا خاصةً بعد الاستغناء عن حكم ابن عم الملكة إليزابيث مرتين.
فضل بعض الكاثوليك الذين تم نفيهم أن يكون فيليب الثاني هو خليفة الملكة إليزابيث. ومن جهة أخرى بدا الكاثوليك أكثر ميولاً لأن يعتلي العرش جيمس وابنة عمه تشارلز ستيوارت رابع أيرل لينوكس أربيلا ستيوارت، حيث عرفت بأنها امرأة لديها تعاطف مع الكاثوليك. في أثناء تدهور صحة إليزابيث، قامت الحكومة باعتقال البابوات الروم، ونقلت إليزابيث إلى لندن لحمايتها من الاختطاف الذي كان مزعوماً على يد هؤلاء البابويين. وعلى الرغم من التنافس العنيف الذي حدث على العرش بعد وفاة الملكة إليزابيث، إلا أن السلطة انتقلت بسلاسة تامة للملك جيمس. حيث تم الإعلان عن خلافته من قبل سيسل يوم 24 من مارس، وتم الاحتفال به. وعلى الرغم أنه كان من المتوقع حدوث مشاكل من قِبل البابوات الرواد، إلا أنه وفور إعلامهم بخبر تتويج جيمس على العرش، قاموا بتقديم دعمهم للملك الجديد. كما أظهر الكهنة اليسوعيون، الذين كان يشكل تواجدهم في إنجلترا عقوبة الإعدام، دعمهم الكامل لجيمس، حيث كان يعتقد أن مجئ الملك جيمس خليفة للملكة إليزابيث أنه «النظام الطبيعى للأشياء».
أمر جيمس بوقف إطلاق النار في الصراع مع إسبانيا الكاثوليكية، وعلى الرغم من أن البلدين لا يزالان من الناحية التقنية في حالة حرب، بعث الملك فيليب الثالث مبعوثه، دون خوان دى تاسى، لكى يهنئ جيمس على الأنضمام له.
على مدى عقود، ظلت إنجلترا يحكمها النظام الملكى الذي رفض ترشيح وريث للعرش، ولكن عندما اعتلى الملك جيمس العرش، تبين أنه سيكون هناك مستقبل لنثل من ملوك الأسرة الحاكمة، فقد جاء جيمس مع عائلته المكونة من زوجته ابنة ملك الدنمارك، آن، وأبنه الأكبر البالغ من العمر تسع سنوات، هنرى، والذي كان معروفاً بوسامته وشجاعته، وإبنته الصغرى الأميرة إليزابيث وإبنه الأصغر الأمير تشارلز. ومن هنا كان الدليل على أستمرار الحكم الملكى البروتستانتى.

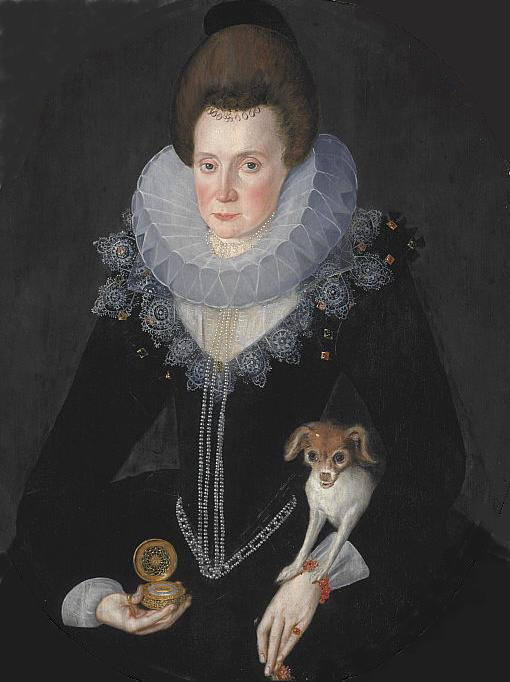
أربيلا ستيوارت.
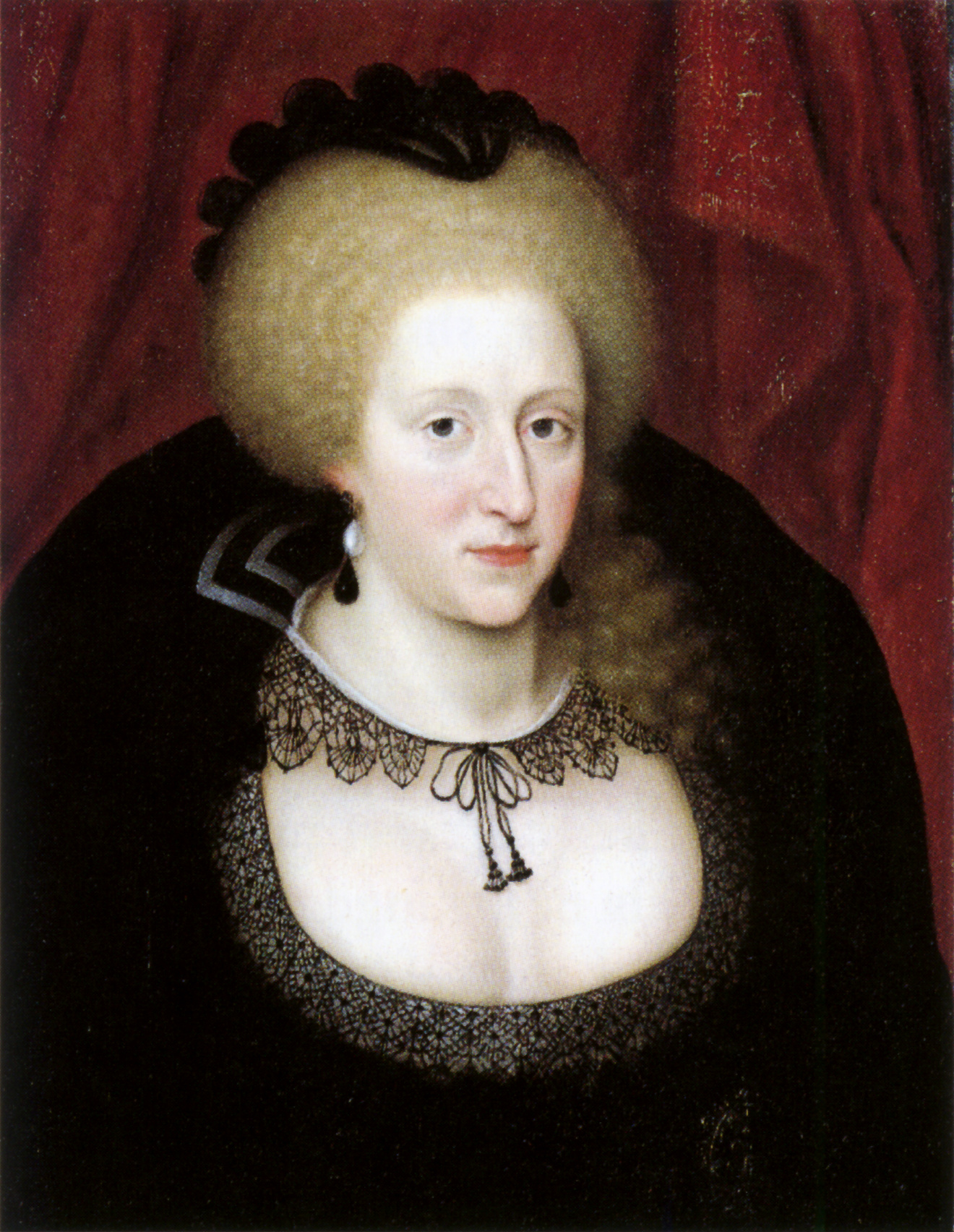
الملكة آن ، أبنة ملك الدنمارك.
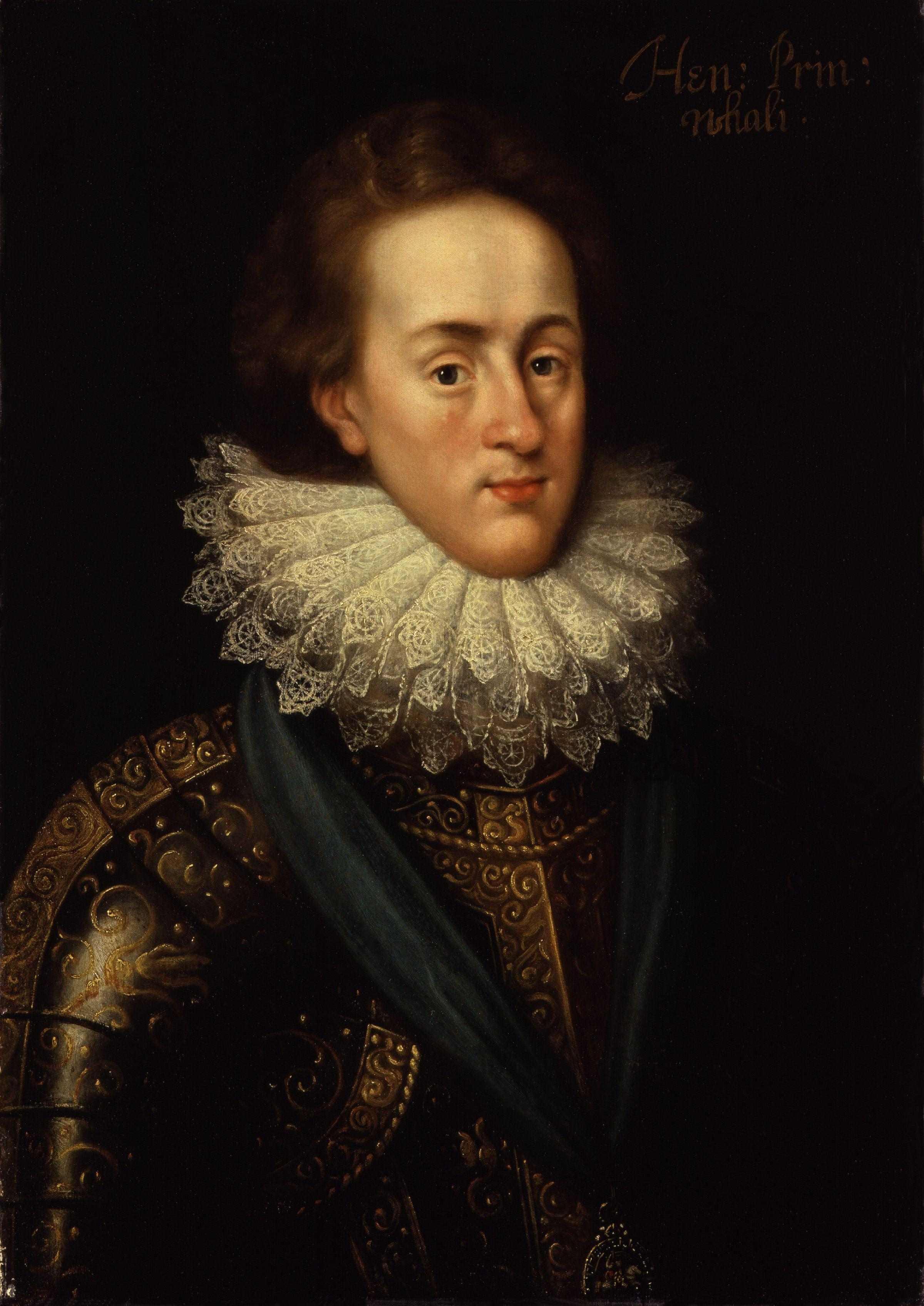
الأمير هنرى فريدريك، أمير ويلز.
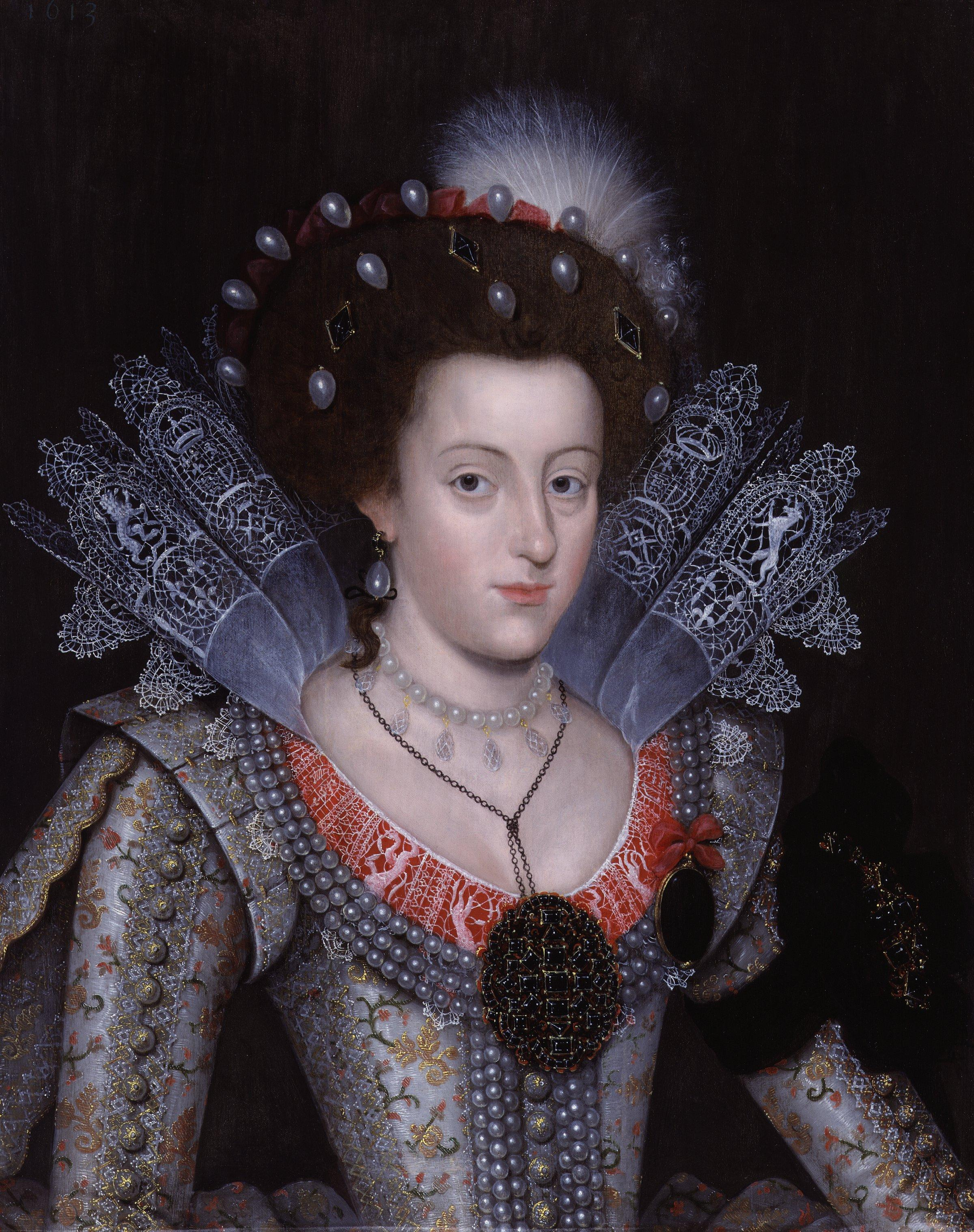
إليزابيث ستيوارت، ملكة بوهيميا.

### بداية فترة حكمجيمس الأول
اتسمت معاملة جيمس الأول للكاثوليك عن أسلافه بالتسامح والاعتدال. فقد وعدهم بألا يضطهد من يخرج عن القانون. حيث أعتقد جيمس الأول أن المنفى هو حل أفضل عوض عقوبة الإعدام، حيث أدلى بأنه سيكون سعيداً إذا تم استبعادهم كلياً من لندن إلى ما وراء البحار. أعتقد بعض الكاثوليك أن استشهاد والدة جيمس، ماري ستيوارت، التي عرفت أيضاً باسم ماري ملكة اسكتلندا، سيشجع جيمس على اعتناق العقيدة الكاثوليكية، وتقاسمت هذا الأمل أيضاً البيوت الكاثوليكية في أوروبا.
استقبل جيمس مبعوثاً من هابسبورغ الدوق ألبرت من جنوب هولندا، حاكم الأراضي الكاثوليكية المتبقية بعد أكثر من 30 عاما من الحرب في الثورة الهولندية من قبل المتمردين البروتستانتيين المدعومة من إنجلترا. وكان مما يستدعى الانتباه هو رؤية الكاثوليك المغتربين العاملين في هذا الكفاح بمحاولة استرجاع الحكم الملكي التابع لهم. ولكن في أعقاب فشل الغزو الإسباني لإنجلترا في عام 1588 اتخذت البابوية وجهة نظر على المدى الطويل على عودة الملك الكاثوليكي لعرش أنجلترا.
خلال أواخر القرن السادس عشر، قام الكاثوليك بعدة اغتيالات استهدفت حكام البروتستانت في أوروبا وإنجلترا، متضمناً في ذلك محاولة تسميم الملكة إليزابيث الأولى. برر اليسوعي خوان دى ماريانا، أحد كهنة أسبانيا المنتمي للمذهب اليسوعي، مقتل ملك فرنسا، هنري الثالث، الذي قام بطعنه أحد الكاثوليك المتعصبين حتى الموت، هو لإزالة الطغاة من السلطة. فقد كان الملك جيمس الأول أحد الطغاة الذين أوضحت كتابتهم السياسية مدى ترهيب الكاثوليك بقتلهم ويفند المذهب الكاثوليكي بأن «الإيمان لا يحتاج إلى أن يبقى مع الزنادقة».

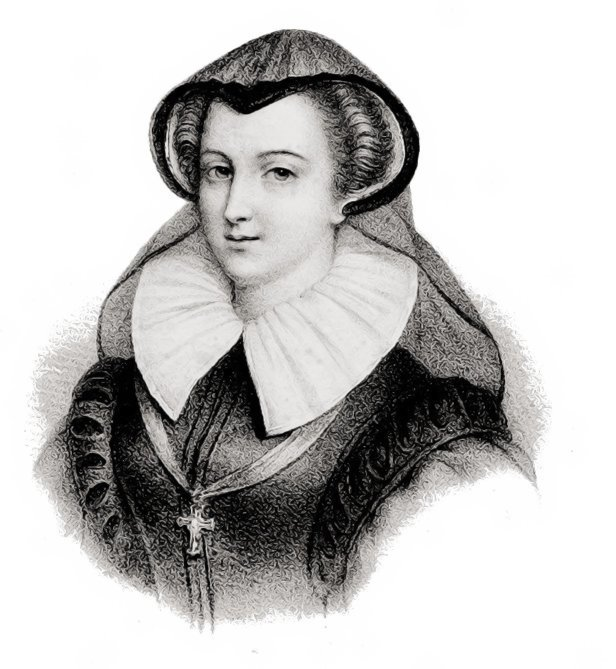
مارى ستيوارت
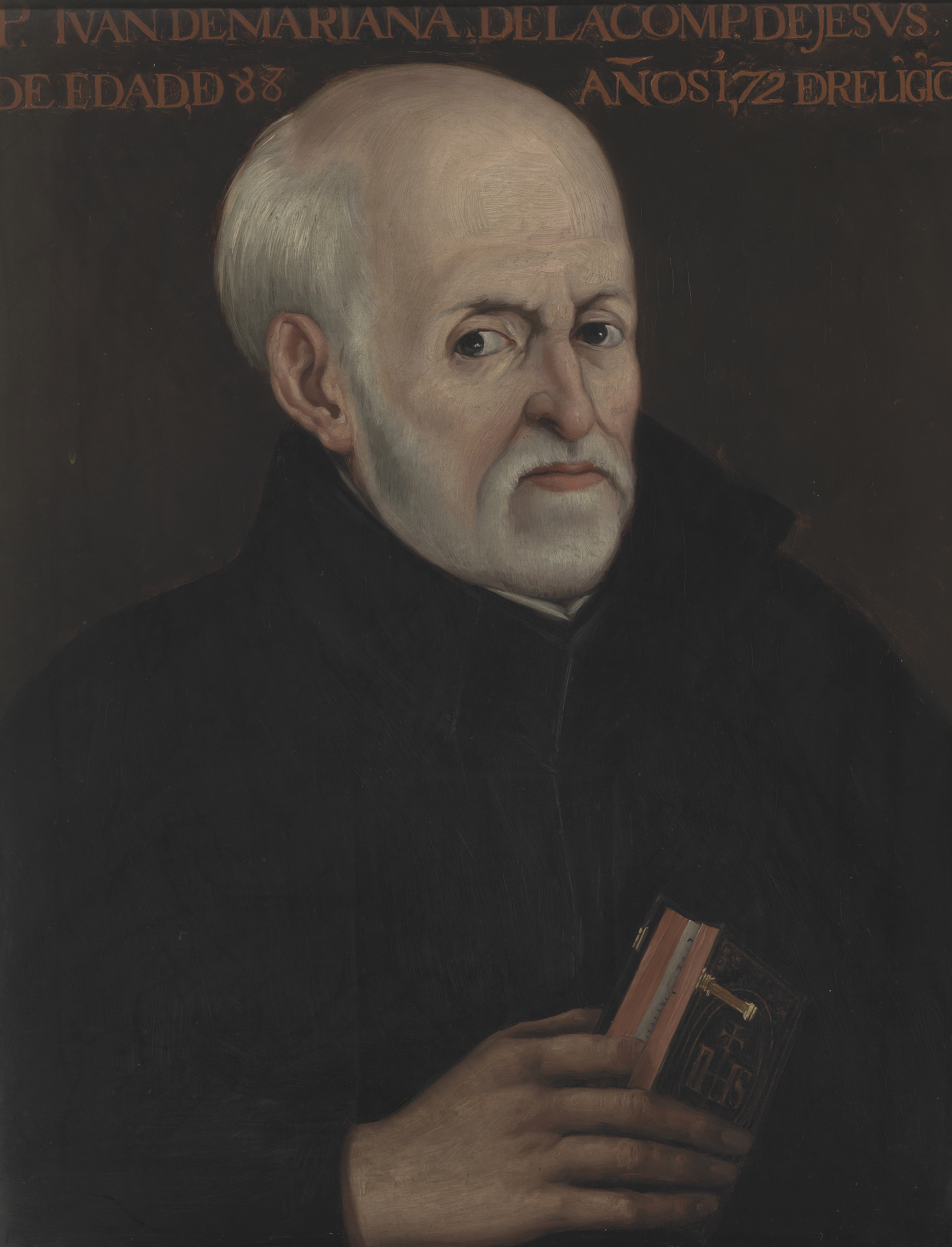
خوان دى ماريانا

### المؤامرات في وقت مبكر
لم توجد أية علامة على أن جيمس سيقوم بإنهاء أضطهاد الكاثوليك، كما كان يأمل بعضهم، ولذلك قرر العديد من القساوسة بأن يأخذوا بزمام الأمور بأنفسهم.
|ملحوظة: كان هذا متضمناً أثنان من القساوسة اللذين لا يوافقون على المذهب اليسوعي
فقاموا بمؤامرة ضد الملك جيمس تدعى مؤامرة الوداع، قام فيها ويليام كلارك وويليام واتسون بخطف الملك جيمس ونقله إلى برج لندن حتى يوافق على أن يكون أكثر تسامحاً مع الكاثوليك. أستقبل سالزبوري معلومات عن تلك المؤامرة من عدة مصادر، متضمناً تلك المصادر كبير الكهنة جورج بلاكويل، الذي قام بتوجيه كهنته بعدم المشاركة في تلك المخططات. في نفس الوقت تقريباً دبر اللورد كوبهام، اللورد جراى دى ويلتون، جريفن مارخام ووالتر راليج مؤامرة تدعى المؤامرة الرئيسية، التي نصت على خلع جيمس وعائلته من الحكم وأن يحل محلهم مع أربيلا ستيوارت. وغير ذلك، قاموا باللجوء إلى هنري الرابع ملك فرنسا للحصول على التمويل، ولكن خطتهم لم تكلل بالنجاح. حيث تم أعتقال كل المتآمرين في كلا المؤامرتين في يوليو وتم الحكم عليهم في خريف 1603؛ تم الحكم على السيد جورج بروك بالأعدام، ولكن جيمس كان حريصاً على ألا يكون دموياً في بداية عهده في الحكم. حيث قام بأعطاء مهلة في تنفيذ الحكم على كوبهام، جراى، وماركهام بينما كانا على منصة الإعدام. وقد عفا أيضاً عن راليج، الذي كان من المقرر أعدامه بعد بضعة أيام. نفى ستيوارت أي معرفة عن المؤامرة الرئيسية. وتم الحكم على أثنين من الكهنة بالإعدام بعد أن قام البابا بإدانتهما، حيث تم التعامل معهما بشكل شديد الدموية 
صدم المجتمع الكاثوليكى صدمة مدوية عندما سمع الأنباء عن هاتين المؤامرتين. حيث تم الكشف عن المؤامرة الرئيسية بواسطة كاثوليكيين، ولهذا السبب قام جيمس بتخفيف الأضطهاد على الكاثوليك، وكان ممتناً لهم لدرجة جعلته يعفو عن هؤلاء المتمردين، وقام بتأجيل دفعهم للغرامات لمدة عام.
بعد فترة قصيرة من أكتشاف جيمس بأن زوجته، الملكة آن، قامت بأرسال مسبحة للبابا من خلال مساعدة أحد جواسيس جيمس، السير أنتونى ستاندن فقد أدى ذلك لإدانة جيمس للكنيسة الكاثوليكية، فأصدر أمراً بمغادرة المنتمين للمذهب اليسوعي والكهنة الكاثوليك للبلاد، كما أعاد فرض تحصيل الغرامات. وكان هذا في يوم 19 فبراير عام 1604.
| ملحوظة: أعتقد المؤرخون أن الملكة آن أعتنقت المذهب الكاثوليكي خاصة بعد أن تم أستقبالها في الغرفة الكاثوليكية الخاصة في القصر الملكي |

ثم بعد أن فرغ جيمس من هموم الكاثوليك الأنجليز بدأ بالأهتمام بإنشاء الوحدة بين أنجلترا واسكتلندا التي عرفت بأسم الأتحاد الأنجلو- الأسكتلندى. وقام أيضاً بتعين نبلاء أسكتلنديين في البلاط الملكي مثل جورج هوم، الذي أثبت جدارته وشعبيته لدى البرلمان الأنجليزي. وقد أوضح بعض الأعضاء في البرلمان وجهة نظرهم التي رفضوا فيها تدفق هؤلاء الناس الذين نزحوا من الأجزاء الشمالية للبلاد.
| ملحوظة: رفض البعض وجود الأسكتلنديين |

حيث قاموا بتشبيه قدوم الأسكتلنديين بالنباتات التي تم نقلها من الأرض القاحلة إلى واحدة أكثر خصوبة. وأزداد سخطهم من الأسكتلنديين عندما سمح لهم الملك بجمع الضرائب المتأخرة.
| ملحوظة: أمر الملك من النبلاء الأسكتلنديين بجمع الضرائب من الكاثوليك اللذين رفضوا أتباع بعض التشريعات التي قام بوضعها |

تم إدانة خمسة ألاف وخمسمائة وستين من أصحاب الأراضى بسبب رفضهم للخضوع للسلطة. ولذلك تم تغريم عدد قليل من الكاثوليك الفاحشي الثراء من الذين رفضوا حضور الخدمات التي توجد في الكنيسة الكائنة في منطقتهم، تم تغريمهم بدفع 20 جنيه في الشهر. وتم تغريم الكاثوليك الذين يعيشون حياة متوسطة بدفع ثلثى دخلهم للإيجار السنوى؛ حيث تم تغريم الطبقة الوسطى بدفع شلن واحد في الأسبوع، على الرغم من أن جمع تلك الضرائب كانت تجري بصورة عشوائية وبمنتهى الإهمال. عندما جاء الملك جيمس على العرش قام برفع الضرائب إلى ما يعادل 5000 جنيه في العام، أي ما يعادل أكثر من عشرة ملايين جنيه في عام 2008.
جاء خطاب الملك في التاسع عشر من مارس للبرلمان الأنجليزي برغبته في تحقيق السلام، ولكن هذا يكون من خلال «الإيمان بالدين الحقيقى». وتحدث أيضاً عن الأتحاد بين المسيحيين، وأكد على رغبته في تجنب الأضطهاد الديني. وقد جاء هذا الخطاب بما يحمله من رسائل خفية للبابوات بعدم قدرتهم بعد ذلك بزيادة عددهم أو بزيادة قوتهم في المملكة. لأنه من المتوقع أنهم ما يزال لديهم أمل في تشييد دينهم مرة أخرى. من وجهة نظر الأب جون جيرارد، أن هذا الخطاب جاء بكل ما يحمله من الأضطهاد الشديد للكاثوليك، وبالنسبة للكاهن أوزوالد تيسيموند، رأى أن هذا الخطاب كان تفنيدا لما زعم به الملك من قبل، ولِما قد عقد الكاثوليك أمالهم عليه من قبل. وقد أخبر اللورد شيفيلد أن هذا الخطاب أدى إلى معارضة الكاثوليك له حيث ذهب أكثر من 900 معارض أمام الجنايات في نورمنبى أحتجاجاً على ما أدلى به الملك من أضطهاد للكاثوليك، وفي يوم 24 أبريل تم طرح مشروع قانون في البرلمان الذي هدد فيه الملك بتحريم وجود أتباع للكنيسة الكاثوليكية.

## المؤامرة
كان الهدف الأساسي للمتآمرين هو أغتيال الملك جيمس، ولكن بالطبع كان هناك عدة أهداف أخرى هامة، تتمثل في أقرب أقارب الملك وأعضاء المجلس الملكي الخاص. حيث حضر كبار القضاة، معظم طبقة الأرستقراطية البروتستانتية، وأسقافة الكنيسة الأنجليزية بأعتبارهم أعضاء في مجلس اللوردات، وأيضاً حضر بعض أعضاء من مجلس العموم. كان هناك هدف أخر في مخططهم ألا وهو عملية خطف الأميرة إليزابيث، ابنة الملك جيمس، وهي الثالثة في الترتيب من حيث أستحقاقها بالجلوس على العرش، ويقوموا بوضعها في كومب أبى بالقرب من كونفنترى، حيث كانت الأميرة تعيش على بعد عشرة أميال فقط من شمال وارويك_ هذا الموقع الذي جعل الفرصة سانحة للمتآمرين للقيام بعملية أختطاف الأميرة. فبمجرد موت الملك وحل البرلمان، سيقومون المتآمرين بوضع الأميرة إليزابيث على العرش بأعتبارها الملكة حاملة اللقب.
من ناحية أخرى كان مصير الأمير هنرى والأمير تشارلز مازال مظلم، حيث لم يكن لهم دور واضح في أحتفالات الدولة.أستخدم المتآمرين هنرى بيرسى، من عائلة إيرل نورثمبرلاند الشهيرة، التي كانت تتمتع بالنفوذ في القرون الوسطى في شمال إنجلترا، بأن يكون حامي الأميرة إليزابيث ولكن على الأغلب لم يقم بذلك.

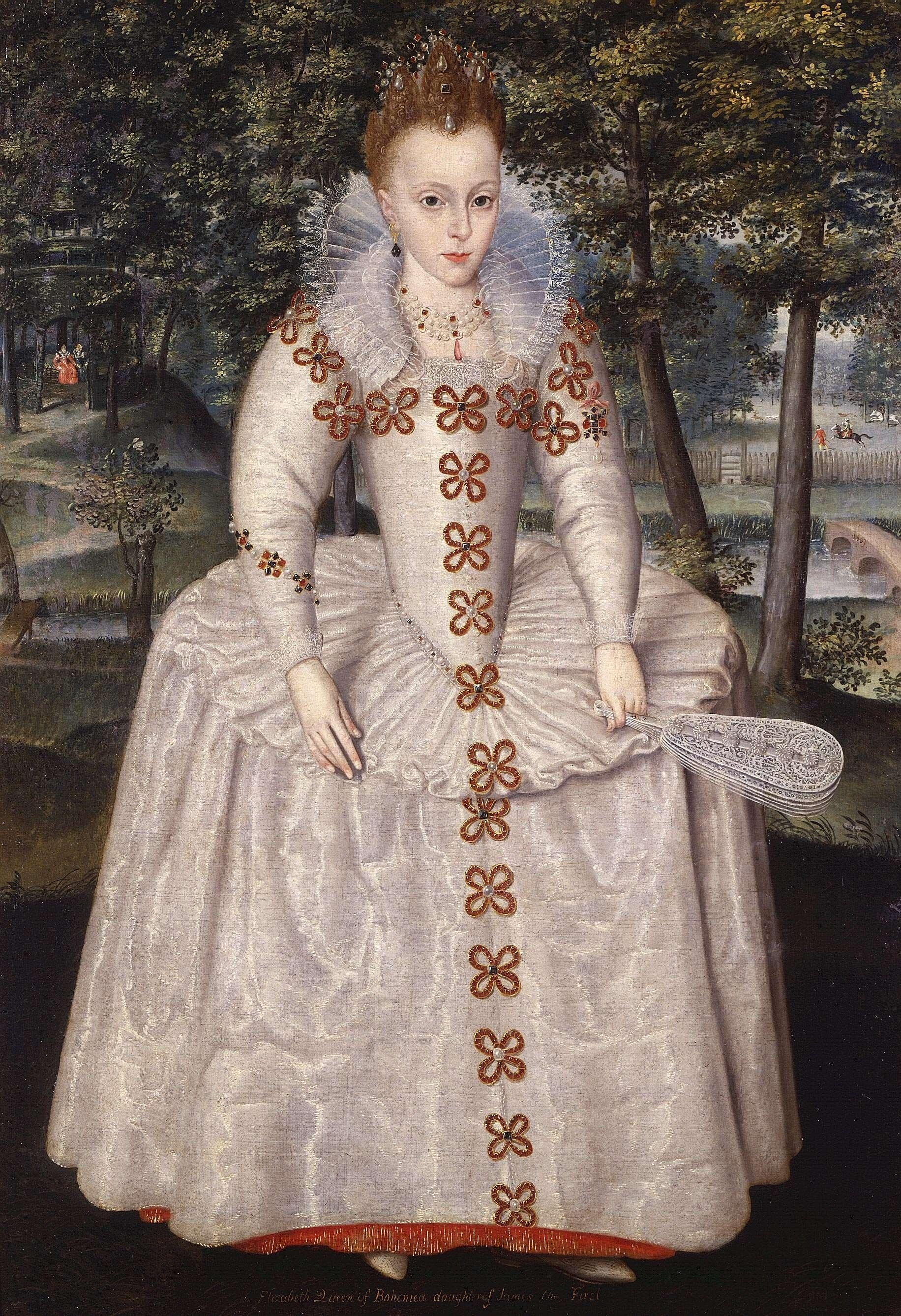
الأميرة إليزابيث أبنة الملك جيمس الأول ملك إنجلترا
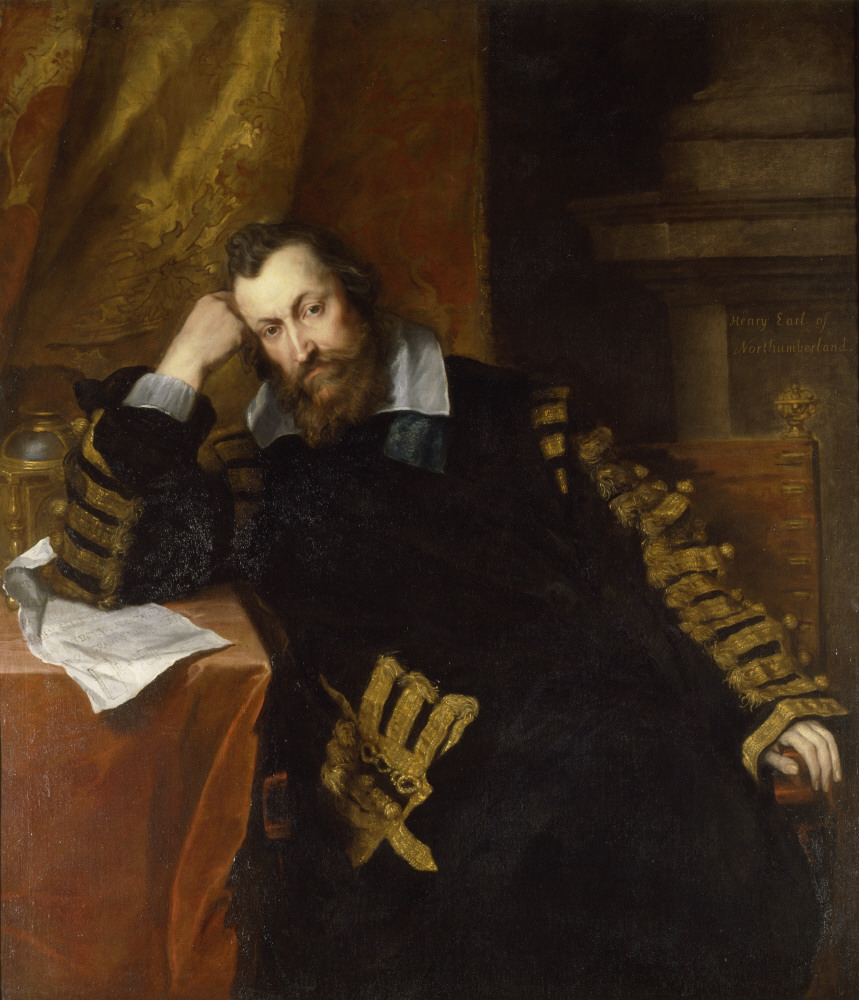
هنرى بيرسى، من عائلة إيرل نورثمبرلاند

### عملية تجنيد المتآمرين
تميز روبرت كاتيسبى بأنه ذات نسب عريق ومتميز، وأنه كان مصدر الإلهام الأساسي خلف تلك المؤامرة. فقد تم وصفه من قبل معاصريه في ذلك الوقت بأنه رجل حسن المظهر، يبلغ طوله حوالى مترين، رياضى، ومبارز جيد. شارك كاتيسبى في تمرد إيرل إسكس، الذي وقع في عام 1601، ولقد تعرض فيها لجروح بالغة وتم أعتقاله بعدها. ثم سمحت له الملكة إليزابيث بأن تعفو عنه بعد أن يقوم بدفع غرامه مالية، التي تبلغ في وقتنا الحالى إلى ما يعادل أكثر من ستة ملايين أسترلينى، وهذا مما جعله يقوم ببيع أملاكه في تشاستلتون.
وفي عام 1603 قام كاتيسبى بتنظيم مهمة لملك إسبانيا، فيليب الثالث، لغزو إنجلترا. ولقد أكدوا فيها بأنها ستكون مدعومة من قبل الكاثوليك الإنجليز. وتم أختيار توماس ونتر ليكون المبعوث الإنجليزى بين البلدين، إلا أن ملك إسبانيا، بالرغم من تعاطفه مع محنة الكاثوليك، قام بعقد معاهدة سلام مع جيمس. وعزم ونتر على أن يقنع مبعوث إسبانيا، دون خوان دى تاسي، بأن أكثر من 3000 شخص ينتمون للكاثوليكية في إنجلترا مستعدون لتأيد هذا الغزو ومتلهفين له. ولقد أعرب البابا كليمنت الثامن عن قلقه الشديد من أستخدام العنف لأستعادة السلطة الكاثوليكية في إنجلترا وأن هذا سيؤدي إلى تدمير كل ما تبقى من الكاثوليك.
و فيما متعلق بالمعلومات الحالية عن تلك المؤامرة، قيل أن كاتيسبى قام باستضافة توماس ونتر في منزله الذي يقع في منطقة لامبث، وكان هذا في شهر فبراير لعام 1604، وفي تلك الزيارة قاموا بمناقشة خطة كاتيسبى لإعادة الكاثوليكية لإنجلترا وهذا من خلال تفجير مجلس اللوردات أثناء أفتتاحه الرسمى للبرلمان. عرف ونتر بأنه عالم متميز، يتحدث عدة لغات، وقد شارك في حرب إنجلترا ضد هولاندا. ولقد أُعدم عمه عام 1586، فرانسيس إنجليبى، لكونه كاهن ينتمى للمذهب الكاثوليكي، وبعد ذلك بفترة وجيزة قام ونتر بأعتناق المذهب الكاثوليكي. كما حضر هذا الأجتماع أيضاً جون رايت، كاثوليكي ورع، قيل بأنه كان من أفضل المبارزين في عصره، وأحد الأشخاص الذين شاركوا كاتيسبي في تمرد إيرل سكس. وبالرغم من تحفظات ونتر على التداعيات المحتملة التي قد تؤدي إلى فشل المؤامرة، وافق على المشاركة فيها. من المحتمل أن يكون وافق بسبب محاولة أقناع كاتيسبي له من خلال عباراته الفصيحه وخطابته حيث قال: «دعونا نقوم بتلك المحاولة، فإذا فشلنا فيها، سوف يكون هناك من سيتبعونها فيما بعد في أي مكان أخر.» 
سافر ونتر إلى فلاندرز من أجل طلب الدعم الإسبانى. وبينما كان هناك قابل جاى فاوكس، كاثوليكي ملتزم، قام بالخدمة كجندي في هولاندا الجنوبية تحت إشراف قائده، وليام ستانلى، الذي أوصى له في عام 1603 شارة القيادة.
رافق ونتر في تلك الرحلة جون رايت، شقيق كريستوفر رايت، وكان فاوكس أيضاً عضواً في الوفد الذي تم أرساله إلى البلاط الملكى الإسبانى للتوسل إلى ملك إسبانيا لغزو إنجلترا. قال ونتر لفاوكس أن البعض من أصدقائه الأوفياء يريدون أن يصطحبوه معهم إلى إنجلترا، وقال بعض السادة بأنهم سوف يفعلون حتماً شيئاً إذا لم يتم حل معاهدة السلام التي عقدت بين إنجلترا وإسبانيا. عاد الرجلان إلى إنجلترا في أواخر شهر أبريل لعام 1604، ليخبروا كاتيسبي بأن الدعم الإسبانى بات غير مرجح لهم الآن. أنضم توماس بيرسى، صديق كاتيسبي ونسيب جون رايت، للمؤامرة بعد عدة أسابيع.
و كان بيرسي قد وجد فرصة عمل مع نسيبه من عائلة إيرل نورثمبرلاند، وفي عام 1596 عمل كوكيل للمقاطعة الشمالية التي هي ملكاً للعائلة. وبين عامي 1600-1601 خدم مع رئيسه في العمل في منطقة البلدان المنخفضة، تلك المنطقة تضم حاليا بلجيكا وهولندا ولوكسمبورغ وأجزاء من شمال فرنسا وغربي ألمانيا.
و خلال عمل بيرسي مع نسيبه، الذي كان في ذلك الوقت حاكم منطقة البلدان المنخفضة، أصبح هو الوكيل الرسمى في المراسلات التي دارت بين إيرل والملك جيمس. وكان قد أشيع في ذلك الوقت خبر أن بيرسي كان قد تحول إلى المذهب الكاثوليكى. فوفقاً للمصادر الكاثوليكية، عرف بيرسي في مبتدأ عمره بأنه كان يميل إلى الأعتماد على «السيف والشجاعة».
و بالرغم من أن نورثمبيرلاند لم يكن كاثوليكياً، إلا انه عزم على بناء علاقات قوية مع ملك إنجلترا، جيمس، من أجل بناء مستقبل أفضل للكاثوليك في إنجلترا، ومن أجل تقليل العداء الذي كان بين الأسرة وجيمس بسبب أنفصاله عن زوجته مارثا رايت، إحدى المفضلات لدى الملكة إليزابيث.
بدت اجتماعات بيرسي مع جيمس تسير على النهج الصحيح. حيث عاد بيرسي من تلك الاجتماعات بوعود من الملك جيمس لدعم الكاثوليك، وأعتقد نورثمبيرلاند أن جيمس سيصل إلى حد السماح للكاثوليك بالاشتراك في المنازل الخاصة في البرلمان، حتى لا يثير الهياج الشعبى. من جهة أخرى، بيرسى كان حريص على تحسين موقفه، بل وأمتد في ذلك بأدعائه بأن الملك المستقبلى سيضمن الأمان للكاثوليك الإنجليز.

### التخطيط الأولي
جاء الأجتماع الأول الذي عقد بين الخمسة المتآمرين في يوم 20 من مايو عام 1604، على الأغلب في نزل ديوك أند دريك، محل الإقامة المعتاد لتوماس ونتر عندما يأتى إلى لندن، وقد حضر هذا الأجتماع كاتيسبى، توماس ونتر، جون رايت، جاى فاوكس وتوماس بيرسى. وحدهم في تلك الغرفة التي تم فيها وضع الخطة الأولية، قاموا بأداء القسم جميعاً على الكتاب المقدس بأن تكون تلك الخطة سرية للغاية. ولكن عن طريق الصدفة، ولعدم علمهم بأن في الغرفة المجاورة كان يوجد بها الأب جون جيرارد، صديق لكاتيسبى، كان يحتفل مع العديد من رفاقه، وقام جيرارد فيما بعد ببعث دعوة لهم لحضور القربان المقدس.

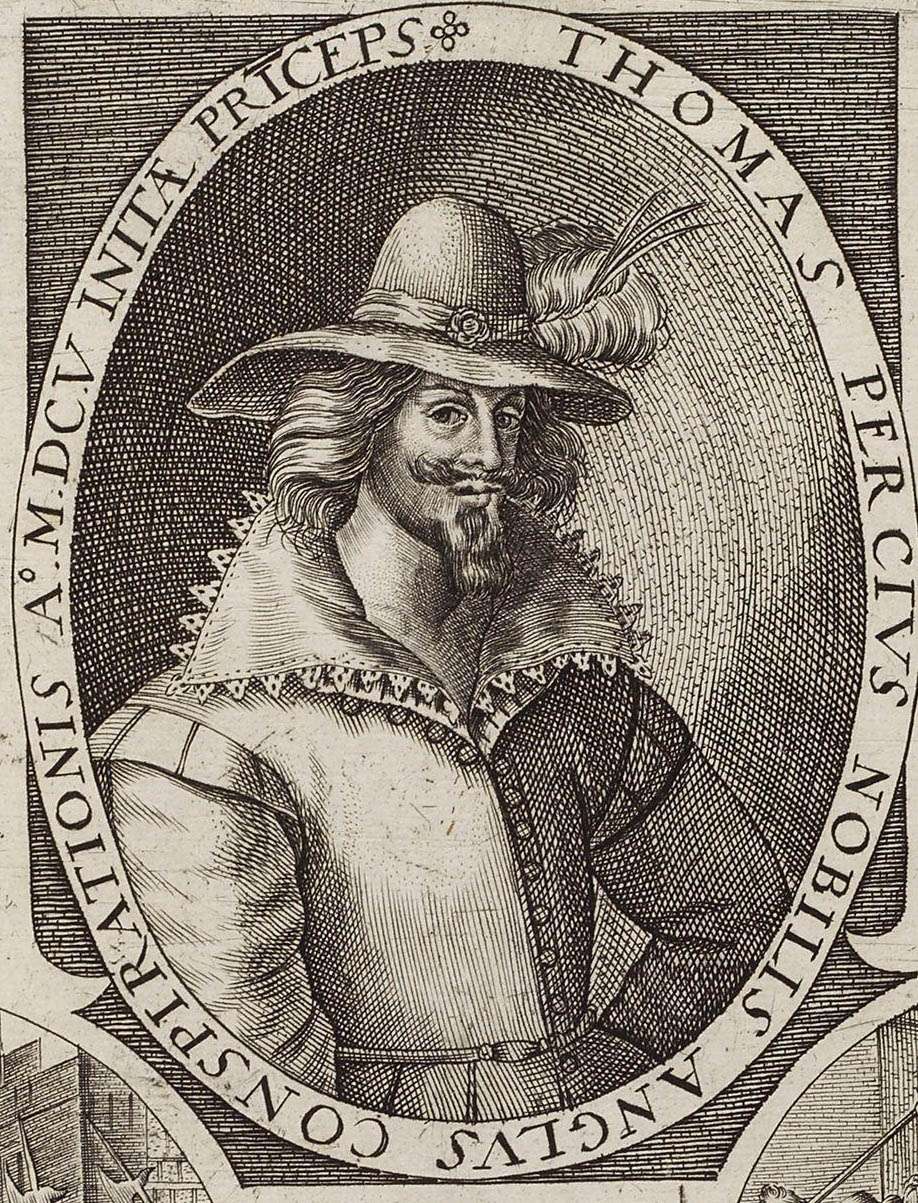
توماس بيرسى
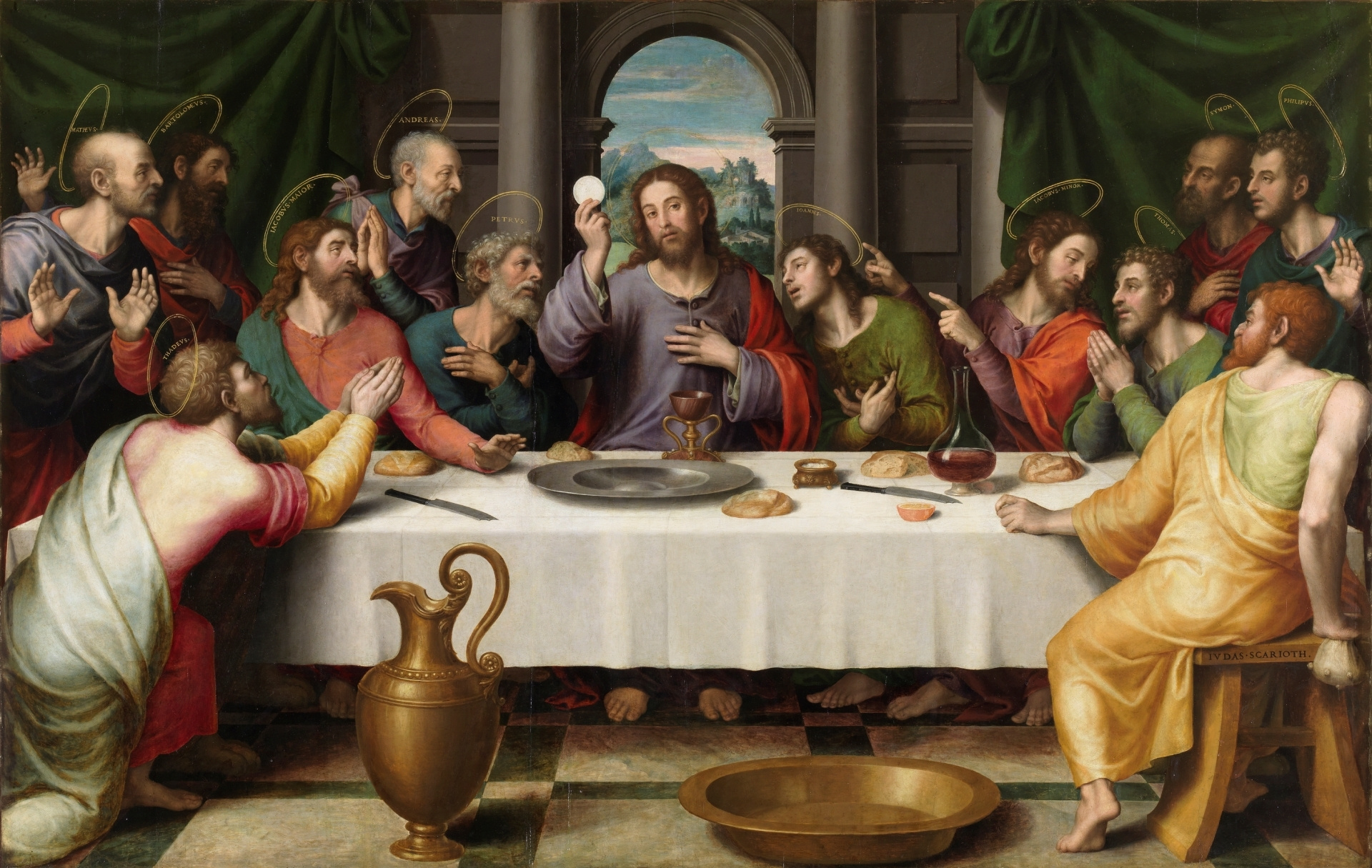
كان القربان المقدس موضوعا رئيسيا في تصوير العشاء الأخير في الفن المسيحي، [19] كما هو الحال في هذا القرن 16، رسمت اللوحة بريشة خوان دي خوانيس.

### تجنيد المزيد من المتآمرين
عقب أداء القسم قاموا المتأمرين بمغادرة لندن وعادوا إلى منازلهم. وجاء خبر تأجيل أنعقاد البرلمان إلى شهر فبراير لعام 1605 في صفهم_ هكذا أعتقدوا_ لأنه سوف يعطيهم فرصة لكى يقوموا بوضع لمساتهم الأخيرة في الخطة. وفي التاسع من يونيو قام مدير بيرسى، إيرل نورثمبرلاند، بتعينه في فيلق أصحاب المعالى الرفيعة والسادة في سلاح الجيش، تلك القوات التي تتكون من 50 حارس لحماية الملك. هذا المنصب أعطى الفرصة لبيرسى من أجل السعى خلف قاعدة عسكرية في لندن لتقوم بتلك المؤامرة، وعقار صغير بالقرب من حجرة الأمير يكون ملكاً لهنرى فيرس، الذي تم أختياره ليكون المستأجر من جون وينيارد. قام بيرسى بالترتيب لأستخدام هذا العقار من خلال وكلاء نورثمبرلاند، دودلى كارليتون وجون هايبيسلى. حيث قام فاوكس باستخدام أسم مستعار «جون جونسون»، وقام هو بتولى مسؤليات المبنى، وقام بالإدعاء بإنه خادم بيرسى. أمتلأ المنزل بالمفوضين الأسكتلنديين الذين تم تعينهم من قبل الملك الإسكتلندى للنظر في خطته لتوحيد إنجلترا واسكتلاندا، وعلى هذا الصدد قام المتآمرين بتأجير أماكن ليقيموا فيها في لندن، فستأجروا المنازل التي هي ملكاً لكاتيسبى التي تقع في لامبيث، توجد على الضفة المقابلة من نهر التايمز، حيث يوجد في الجهة المقابلة البارود والمعدات التي قاموا بتخزينها لتلك المؤامرة، وكان من المستطاع أن يقوموا بالتجديف لها في كل ليلة. وفي الوقت نفسه، أستمر الملك جيمس الأول في سياساته التي كانت ضد الكاثوليك، وأستمر البرلمان في تشريعاته التي كانت مناهضة للكاثوليكة، حتى تم تأجيل البرلمان في 7 يوليو. عاد المتآمرين إلى لندن في أكتوبر عام 1604، عندما أنضم إليهم روبرت كيز، «رجل يائس، مُدمَر نفسياً، ومثقلاً بالديون». كانت وظيفته تقتضى بأن تحول إليه مسؤلية منزل كاتيسبى في لامبيث، المُخزَن فيه البارود والمعدات التي سوف تُستخدَم في تنفيذ المؤامرة. وكان لدى عائلته علاقات ملحوظة؛ فصاحب عمل زوجته كان السيد الكاثوليكى مورداونت. فهو رجل طويل القامة، ذو لحية حمراء، جدير بالثقة، وقادر على الأعتناء بنفسه مثل فاوكس. ووفقاً لاعترافاته بعد فشل الخطة؛ في ديسمبر، قام كاتيسبى بتجنيد خادمه المدعى توماس بيتس،  بعدما عرف بيتس بتلك المؤامرة عن طريق الخطأ.

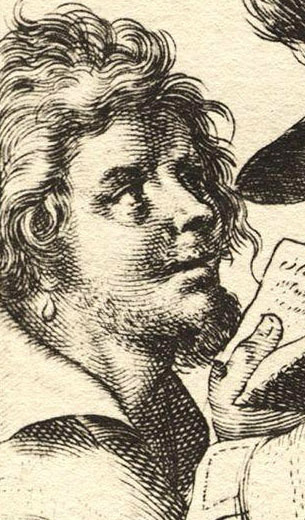
توماس بيتس

و في 24 ديسمبر تم الإعلان مرة أخرى عن تأجيل أنعقاد أولى جلسات البرلمان بسبب قلقهم من مرض الطاعون الذي اجتاح إنجلترا في هذا الوقت، فلن ينعقد البرلمان حتى الثالث من أكتوبر لعام 1605. أزعم القضاة المعاصرون أن خلال هذا التأجيل قاموا المتآمرين بحفر نفق تحت البرلمان، ولكن هذا الأدعاء قد يكون تلفيقاً من الحكومة لأن وفقاً للنيابة لم يتم العثور على أي دليل على وجود هذا النفق. جائت رواية هذا النفق على لسان توماس وينتور خلال أعترافه بتلك المؤامرة ولكن لم يعترف جاى فاوكس بهذا المخطط حتى أستجوابه الخامس.
فمن الناحية التنظيمية، تم إثبات أن حفر هذا النفق كان سيشكل صعوبات كثيرة، خاصةً عدم وجود أي خبرة لدى أي أحد من المتآمرين في التعدين. وافتراضاً بأن تلك القصة حقيقية، كان على الأقل سيكون مفوضى اسكتلاندا قد أنتهوا بالفعل من عملهم بحلول يوم السادس من ديسمبر، وكان المتآمرين لظلوا منهمكين في حفر هذا النفق الذي يبدأ من المنزل الذي أستأجروه إلى مجلس اللوردات.
بعد فترة من العمل الدئوب توقفوا عن الحفر عندما سمعوا ضجيج من الأعلى. ولكن أكتشفوا بعد ذلك أن هذا الضجيج كان صوت أرملة المستأجر، التي كانت تقوم بأستمرار بتنظيف السرداب الذي يقع تحت مجلس اللوردات، ذلك السرداب الذي خزن فيه المتآمرين فيما بعد البارود الذي كان سيتم أستخدامه في تفجير البرلمان. وخلال أستئناف المتآمرين لخطتهم في الخامس والعشرين من مارس، تم أختيار المزيد من المتآمرين، بالتحديد ثلاثة، من أجل مناصبهم الهامة؛ وهم: روبرت ونتر، جون جرانت، وكريستوفر رايت. أختيارهم لونتر ورايت كان من أجل أسباب واضحة، وهي أن روبرت ونتر ورث ملجأ معروف أنه للكهنة، هادينجتون كورت، الذي يقع بالقرب من ورسيستر.

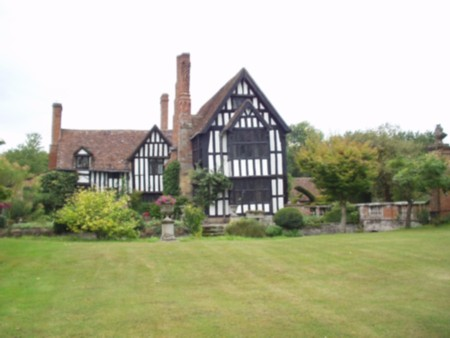
هادينجتون كورت

كما أشيع أنه رجل سخى ومحبوب. بالإضافة إلى أنه كاثوليكى ورع، وتزوج من جيرترود تالبوت، التي تنتمى من عائلة معروفة بالتمرد الدائم. أما بالنسبة لكريستوفر رايت، وهو شقيق جون رايت، فوقع الأختيار عليه لأنه كان أحد المشاركين في ثورة إيرل إسكس، كما أنتقلت عائلته إلى تويجمور في لينكولنشاير، كما أيضاً أنه عُرِف عنه بأنه يمثل ملاذاً للكهنة. أما بالنسبة لجون جرانت فهو متزوج من شقيقة ونتر، دورثى، وهو أيضاً مالِك قصر نوربروك، الذي يقع بالقرب من ستراتفورد أبون أفون. كما أذيع صيته بأنه ذكى، ومفكر. كما عُرِف عنه أنه كان يأوى الكاثوليك في منزله، الذي يقع في سنيترفيلد، وأيضاً كان أحد المشاركين في ثورة إسكس، التي أشتعلت عام 1601.

سترادفورد أبون أفون في وارويكشاير.

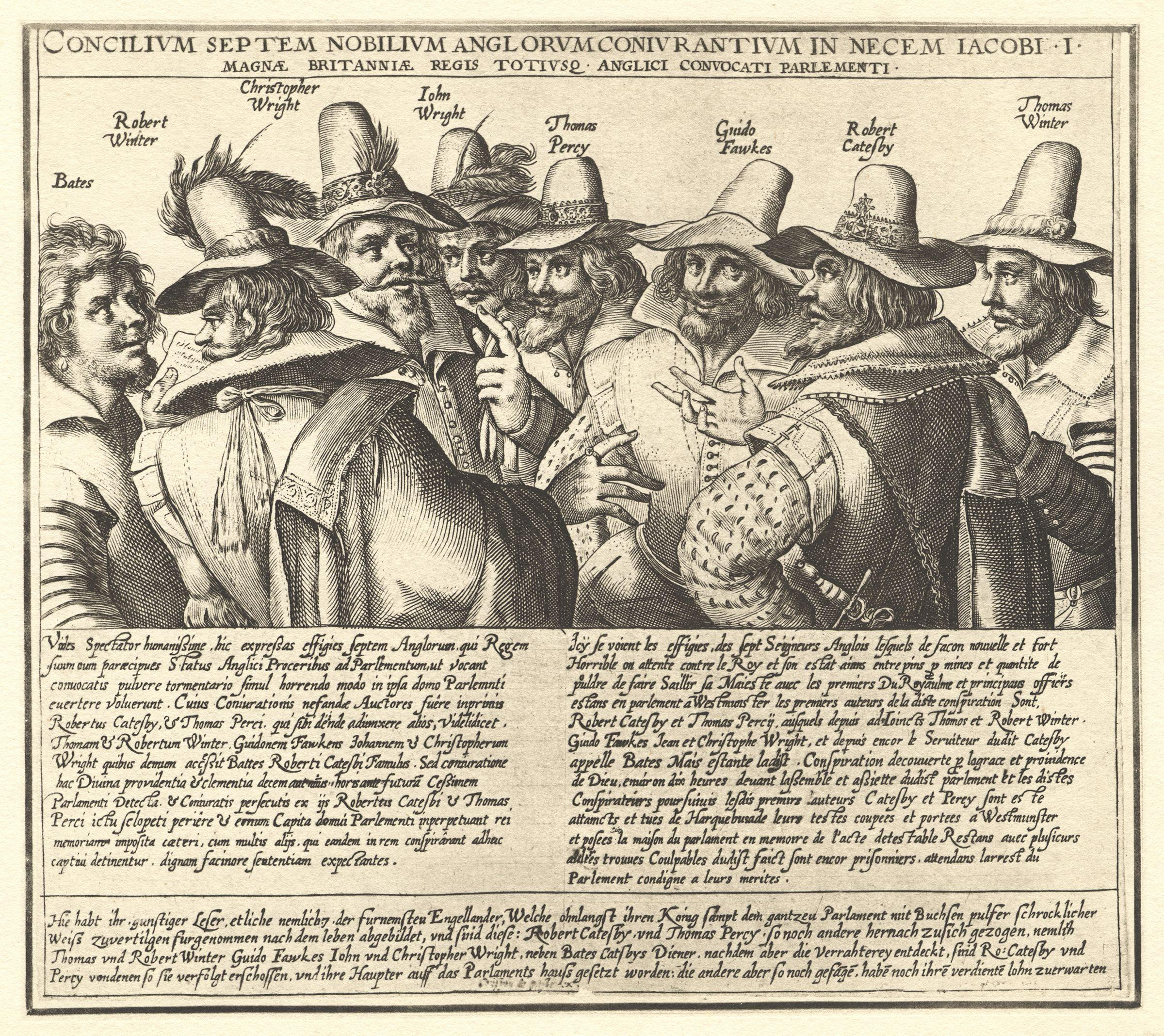
رسم معاصر لثمانية من أصل الواحد و الثلاثين متآمر الذين شاركوا في مؤامرة البارود، بريشة كريسبين فان دى باس، الأشخاص الغير موجودون في اللوحة هم ديجبى، تريشام، كيز، روكوود، و جرانت.

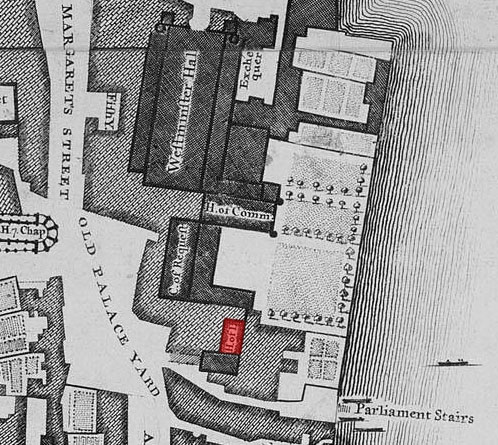
يتم تميز شكل مجلس اللوردات في الصورة من خلال تظليله باللون الأحمر، كما مبين في الصورة، تلك المنطقة الآن يوجد بها قصر وستمنستر.

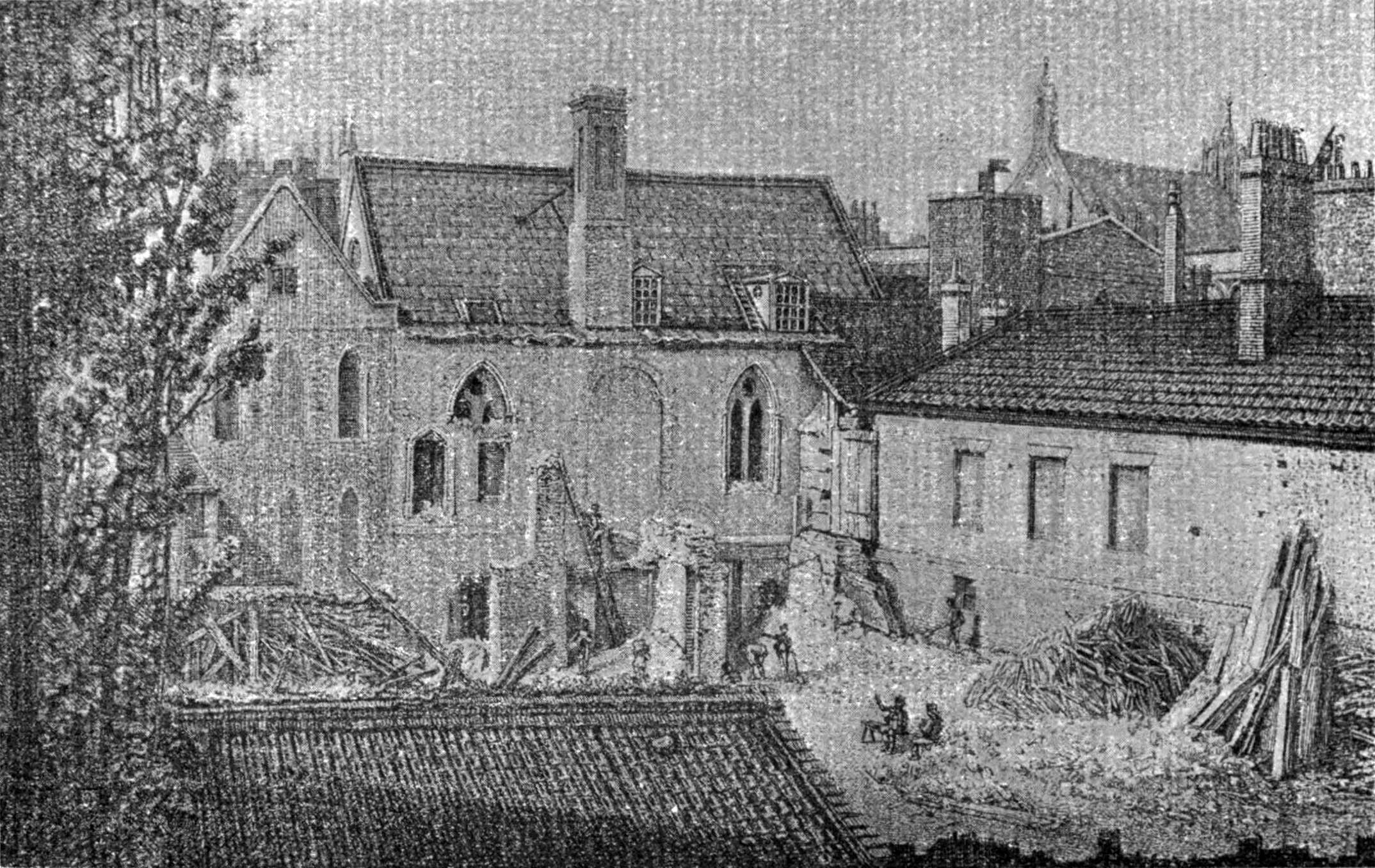
صورة موضحة لموقع مجلس اللوردات و غرفة الأمير. غرفة الأمير في أقصى اليسار و الجدار الشرقى لمجلس اللوردات في الوسط.

### غرفة التخزين
و بالإضافة إلى ذلك، فإن يوم 25 مارس، كان اليوم الذي قام فيه المتآمرين بتأجير غرفة التخزين، التي كانت ملكاً لجون وينيارد، هذه الغرفة المفترضة أنهم قاموا بحفر النفق بالقرب منها. وفي أوائل القرن السابع عشر كان قصر وستمنستر مكون من مجموعة مبانى تأخذ الشكل الدائرى ملتفة حول غرف ترجع إلى القرون الوسطى، كنائس، وقاعات القصر الملكى القديم الذي كان يضم كلا البرلمان ومختلف المحاكم. هذا القصر القديم كان يستقبل الكثير من الزوار؛ التجار، المحامين، وغيرهم. كانوا يقطنون ويعملون في المساكن، المحلات التجارية، والحانات التي كانت توجد داخل الساحات.

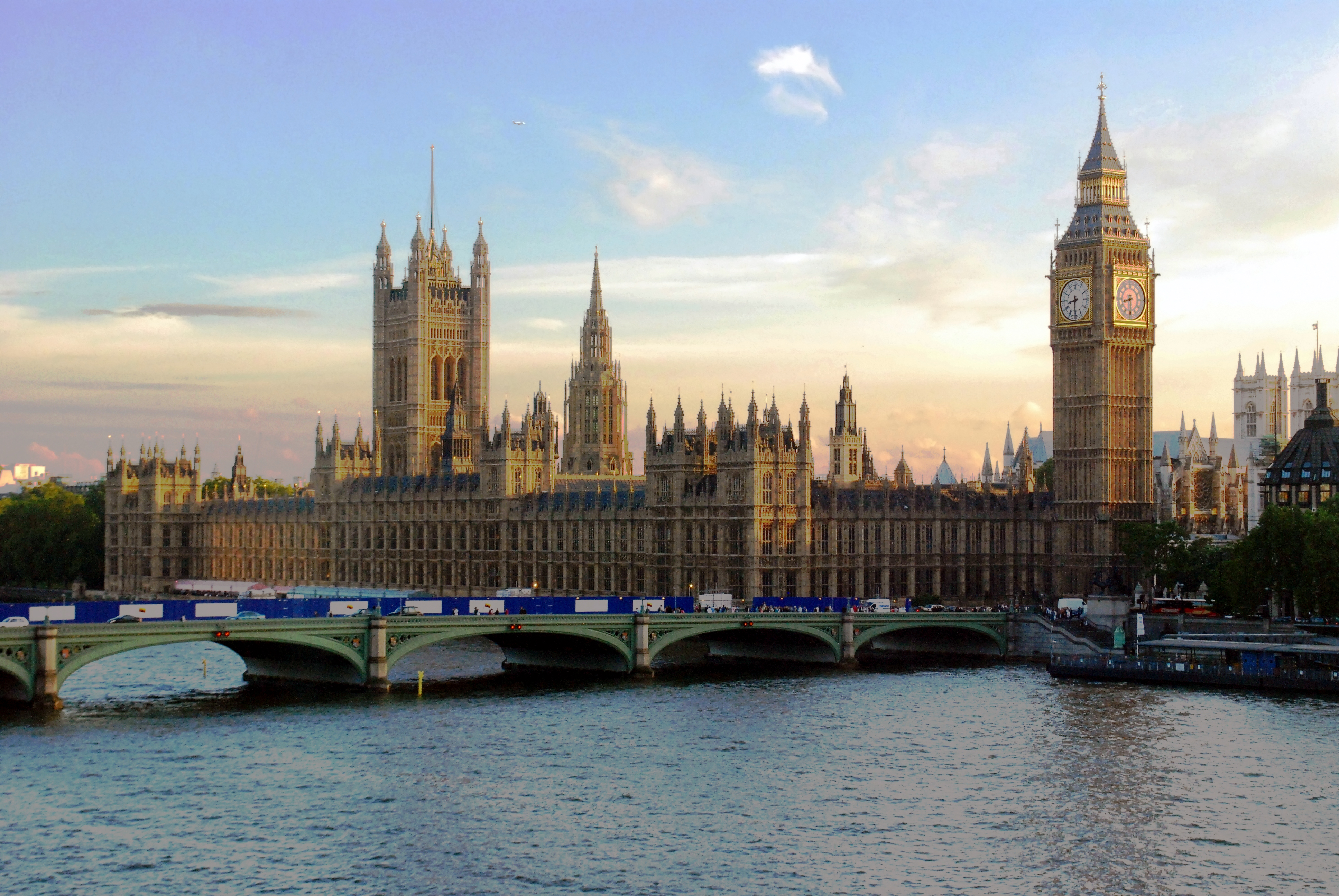
صورة حديثة للقصر وستمنستر

و مما يستدعى الأهتمام هو أن مبنى وينيارد كان على أمتداد الزاوية اليمنى لمجلس اللوردات، وإلى جانبه كان يوجد ممر يدعى «بارلامنت بليس»، حيث كان يؤدى إلى البرلمان ونهر التايمز. ومن سمات هذا العصر، والتي كانت توجد في جميع أرجاء إنجلترا، هي تلك الغرف التي أُستخذمت للتخزين، فكانت تستخدم لتخزين مجموعة متنوعة من المواد بما في ذلك الغذاء والحطب. ومما يجعل من «غرفة تخزين وينيارد» غرفة هامة في المؤامرة هي أنها كانت تقع مباشرةً تحت الطابق الأول في مجلس اللوردات، تلك الغرفة التي ربما كانت جزء من مطبخ القصر الملكى القديم في القرون الوسطى. بالإضافة إلى انها كانت غير مستخدمة وقذرة، وأيضاً بسبب موقعها المثالى الذي يجعل منها أنسب غرفة تخزين لتنفيذ مخططهم. وفي الأسبوع الثاني من شهر يونيو ألتقى كاتيسبى في لندن بالأب هنرى جارنت، كبير القسيسين في إنجلترا والمنتمى للمذهب اليسوعى، ليسأله عن طبيعة الأخلاق في عملية قد تنطوى على التخلص من المجرمين وقد يروح ضحيتها بعض الأبرياء. أجاب جرانت عن ذلك السؤال بقوله أن هذا الفعل قد يكون مباحاً في بعض الأحيان، ولكن فيما بعد، ووفقاً لروايته، قال أنه خلال لقائهم الثانى في يوليو، في إسكس، نبه كاتيسبى من أية تمردات، موضحاً له سبب تنبيهه هذا وهو لأن البابا قد أصدر مرسوم ينهي فيه عن حدوث أية تمردات، كما أوضح جرانت أنه عرض المرسوم على كاتيسبى ليتأكد منه ولكى يتراجع عن مخططه. وبعد فترة وجيزة، الكاهن اليسوعى أوزوالد تيسيموند أخبر جرانت أنه علم بأمر مؤامرة من خلال أعتراف كاتيسبى له في الكنيسة، في غرفة الأعتراف.
| ملحوظة: كما أوضح الكاتب هاينز في كتابه أن الكاهن تيسيموند أخذ أيضاً أعتراف توماس بايتس |

لذلك تقابل جرانت وكاتيسبى للمرة الثالثة في 24 من يوليو، عام 1605، في منزل «آن فو»، الابنة الثالثة للبارون ويليام فو من عائلة هارودين، وهي فاحشة الثراء، يسوعية المذهب، وهي كانت على أتصال بكاتيسبى وبمعظم المتآمرين. كما عرف منزل آن فو بأنه كان ملاذاً لإيواء الكهنة.
اعتبر جرانت ما فعله تيسيموند من إفشاء سرية اعتراف كاتيسبى بإنه خرق للقانون الكنسى، ولذلك نهاه عن تكرار قول ما سمعه. وبدون أن يلاحظ جرانت أنه أصبح على علم بتلك المؤامرة، حاول إقناع كاتيسبى بالعدول عن تلك الفكرة، ولكن هذا كان بدون جدوى. فقام جرانت بمراسلة أحد أصدقائه في روما، يدعى كلوديو أكوافيفا، يخبره عن قلقه بشأن بدأ عملية تمرد في إنجلترا. كما أخبر أكوافيفا «هناك خطر يتمثل في بعض الأشخاص الذين قد يرتكبوا خيانة أو يقومون باستخدام القوة ضد الملك»، ودعا البابا ليقوم بإصدار قرار جمهورى ضد كل من يحاول أستخدام القوة ضد الملك. ومن ناحية أخرى، ووفقاً لفاوكس، قال أن المتآمرين في البداية أحضروا 20 برميل من البارود، ثم تتابع بعد ذلك 16 برميل أخرين في 20 يوليو. فنظرياً، الحكومة هي المتحكم الوحيد في إمدادات البارود، ولكن كان من السهل الحصول على البارود من مصادر غير مشروعة. في ذلك الوقت كان من الممكن شراء البارود من السوق السوداء من الجنود، المليشيات، السفن التجارية، والمصانع المُنتِجة للبارود. ولسوء حظهم أجتاح الطاعون البلاد مرة أخرى، وهذه المرة تم تأجيل أفتتاح البرلمان إلى الخامس من نوفمبر بدلاً من الافتتاح الذي كان مقرراً بأن يكون في 28 يوليو. في ذلك الوقت غادر فاوكس البلاد لفترة قصيرة. أما الملك ففي تلك الأثناء أمضى جزءاً كبيراً من الصيف بعيداً عن المدينة، يمارس رياضة الصيد. أقام الملك حيثما كان ملائم له، بما في ذلك أنه مكث في بعض الأحيان في منازل الكاثوليك البارزين. أما بالنسبة لجارنت، فقد أعتقد أن خطر حدوث أنتفاضة قد أنتهى، ولذلك سافر لأداء فريضة الحج. ولكن عدم حدوث تلك الأنتفاضة لم يكن مؤكداً خاصة بعد عودة فاوكس لإنجلترا، فقد عاد إلى لندن في أواخر أغسطس، عندما أكتشف هو وونتر أن البارود الذي قاموا بتخزينه قد فسد. ولذلك قاموا بإحضار المزيد من البارود ووضعوه في الغرفة، بالإضافة إلى الحطب ليقوموا بأستخدامه في إخفاء البارود. وأخيراً تم تجنيد أخر ثلاث متآمرين في أواخر عام 1605. وحاول كاتيسبى إقناع الكاثوليكى المتشدد «امبروس روكوود» بأن يستأجر منزل كلوبتون، الذي يقع بالقرب من سترادفورد أبون أفون. وكان سبب تجنيد روكوود، المعروف بأنه لديه علاقات مع بعض المتمردين، هو أنه لديه إسطبل في كولدهام هول في قرية ستانينجفيلد، فمنطقة «سافولك» التي تقع فيها قرية ستانينجفيلد، كانت تشكل عاملاً مهماً في تجنيده. فوالديه، روبرت روكوود ودورثيا درورى، كانا من ملاك الأراضى الأثرياء في تلك المنطقة، وقد قاما بتعليم أبنهم في مدرسة تنتمى للمذهب اليسوعى بالقرب من كاليه.
أما بالنسبة لثانى متآمر فهو كان إيفرارد ديغبى، شاب محبوب، عاش في منزل جايهرست، الذي يقع في باكينغهامشير. وفي عام 1603 أعطاه الملك لقب فارس، وأعتنق المذهب الكاثوليكى بمساعدة جيرارد. رافق ديجبى وزوجته، مارى مولشاو، الكاهن جارنت إلى الحج، وعُرِف عن ديجبى وجارنت بأنهم كانوا أصدقاء مقربين.
طلب كاتيسبى من ديجبى بأن يستأجر بلاط كوتون، الذي يقع بالقرب من السيستر. وقد وعد ديجبى بأنه سيقوم بالتبرع لتلك المؤامرة بمبلغ ألف وخمسمائة جنيه إسترلينى بعد فشل بيرسى في دفع الإيجار المستحق لعقاره الذي أخذه في ويستمينستر. وأخيراً، في الرابع عشر من أكتوبر قام كاتيسبى بدعوة فرانسيس تريشام إلى الاشتراك في المؤامرة. فتريشام كان أبن الكاثوليكى توماس تريشام الثانى، وأبن عم روبرت كاتيسبى، فالأثنين نشأوا سوياً منذ الطفولة. وورث تريشام أيضاً ثروة أبيه الضخمة، التي أُستنفَدَت بسبب الغرامات التي وقعت عليه بسبب تمرده المستمر، وبسبب تورط فرانسيس وكاتيسبى في ثورة إسكس؛ فقد دفع تريشام الغرامة التي وقعت على فرانسيس كاملةً، وجزء من غرامة كاتيسبى. وعند التخطيط معه للمؤامرة، تقابلا كاتيسبى وتريشام في منزل نسيبه وأبن عمه، اللورد ستورتون. وفي أعترافاته، أدعى تريشام أنه سأل كاتيسبى ما إذا كانت تلك المؤامرة ستؤدى بحياتهم، ولكن كاتيسبى رد عليه مستنكراً لذلك، وقال له أن محنة الكاثوليك في إنجلترا ستنتهي بعد نجاح تلك المؤامرة. ثم بعد فترة طلب كاتيسبى من تريشام 2,000 جنيه إسترلينى، وأراد أيضاً أستخدام قصر راشتون هول في نورثامبتونشاير. ولكن تريشام رفض طلبيه، بالرغم من أنه كان قد أعطى بالفعل 100 جنيه أسترلينى لتوماس ونتر، وقال للمحققين أنه أيضاً كان قد نقل عائلته من راشتون إلى لندن قبل بدء المؤامرة.

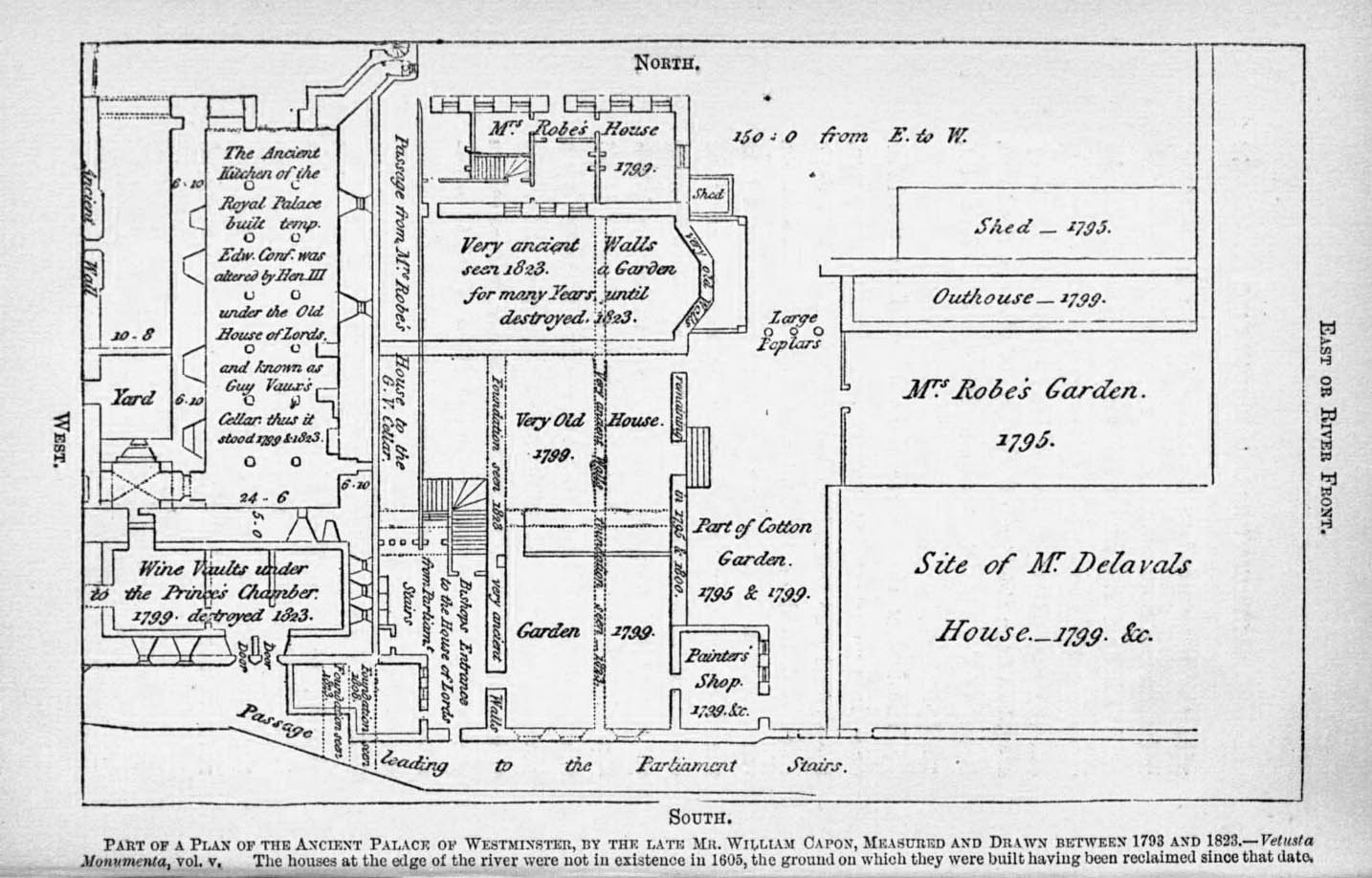
خريطة موضحة للبرلمان، توضح غرفة التخزين التي وضع فيها "جاى فاوكس" البارود.

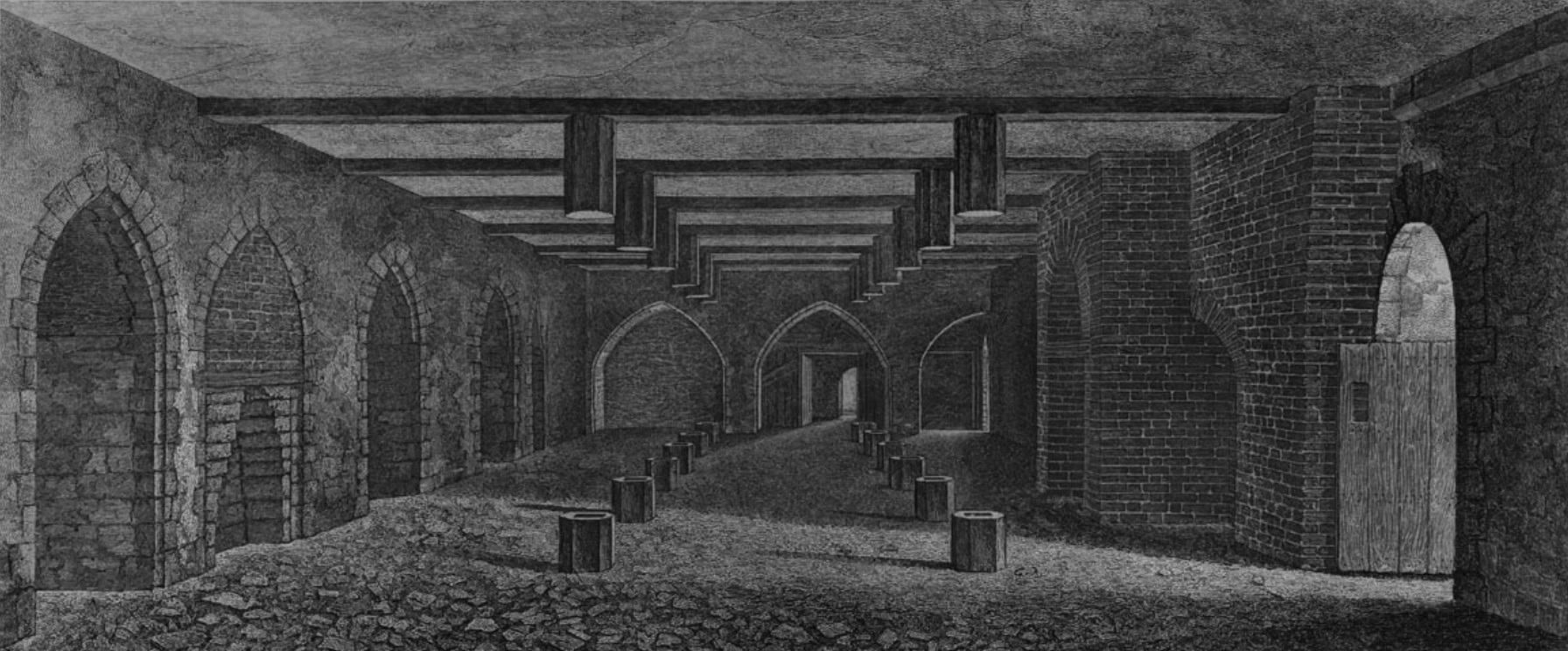
السرداب الموجود تحت مجلس اللوردات.

### رسالة مونتيجل
وُضعت اللمسات الأخيرة لتفاصيل المؤامرة في أكتوبر، في سلسلة من الحانات في جميع أنحاء لندن ودافينترى. مع العلم بأن الكاتب المسرحى بن جونسون كان حاضراً مع واحدة من تلك الأطراف المشتركين في المؤامرة، وأضطر بعد أكتشاف المؤامرة إلى العمل بجد في إبعاد نفسه عن المتآمرين. كان من المقرر هو ترك فاوكس لإشعال الفتيل ثم يهرب عبر نهر التايمز، وبينما هذا يحدث كان في الوقت نفسه هناك ثورة في ميدلاندز، التي قد تساعد في ضمان القبض على الأميرة إليزابيث. وفي تلك الأثناء فاوكس يمكنه مغادرة القارة، لشرح الأحداث في إنجلترا إلى القوة الكاثوليكية الأوروبية. أما بالنسبة لزوجات المتآمرين وآن فو، صديقة جارنت، التي كانت دائماً تأوى الكهنة في منزلها، أصبحوا الآن قلقين بشدة من ما كانوا يتوقعوا حدوثه. فالعديد من المتآمرين أعربوا عن مخاوفهم بشأن سلامة أتباعهم من الكاثوليك الذين سوف يكونوا حاضرين البرلمان في وقت تنفيذ الأنفجار المخطط له. فبيرسي كان معنى لسيده، نورثمبرلاند، ومعنى على الأبن الأصغر لعائلة إيرل، المدعى أرونديل، الذي ذُكر أسمه في أول جلسة للبرلمان. ولكن كاتيسبى أقترح أن بحدوث جرح طفيف له في ذلك اليوم قد يبعده عن الغرفة. ذُكِر أسم اللورد فو، مونتيجل، وستورتون في تلك الجلسة أيضاً، فأقترح كيز بأن يحذر اللورد موردانت، مدير زوجته في العمل، ليثير السخرية من كاتيسبى.
و في السادس والعشرين من أكتوبر، أستقبل مونتيجل (نسيب تريشام) رسالة من مجهول بينما كان في منزله في هوكستون. وبعد كسر الختم، أعطى الرسالة لأحد الخدم ليقرأها بصوتٌ مرتفع:
سيدى العزيز، بسبب ما أكنه من أحترام لبعض أصدقائك، وما لدى من أهتمام بالحفاظ على سلامتك الشخصية. أريد أن أنصحك، إذا كنت تأبه لحياتك، بأن تنتحل أي عذر لعدم حضورك البرلمان، لأن الله وشخص مجهول سيقومون بمعاقبة الشر في وقتنا هذا. ولا تفكر ملياً في هذا العرض، بل قم بالذهاب إلى بلدك، التي سوف تكون بعيداً عن الأحداث. وعلى الرغم من عدم وجود أي مظهر من مظاهر الضجة، إلا أنهم سيتلقون ضربة عنيفة بأنفجار البرلمان؛ وحتى الآن لا يجوز لهم معرفة من الذي سيقوم بتصفيتهم. فلا يمكن الشجب من هذة النصيحة لأنها في صالحك، فهي لن تضرك؛ فالخطر سيزول بمجرد إحراق تلك الرسالة. وآمل من الله أن تكون أستفدت من تلك الرسالة أستفادة مُجديه، وأتمنى من الله أن يحفظك وأن تكون في رعايته.

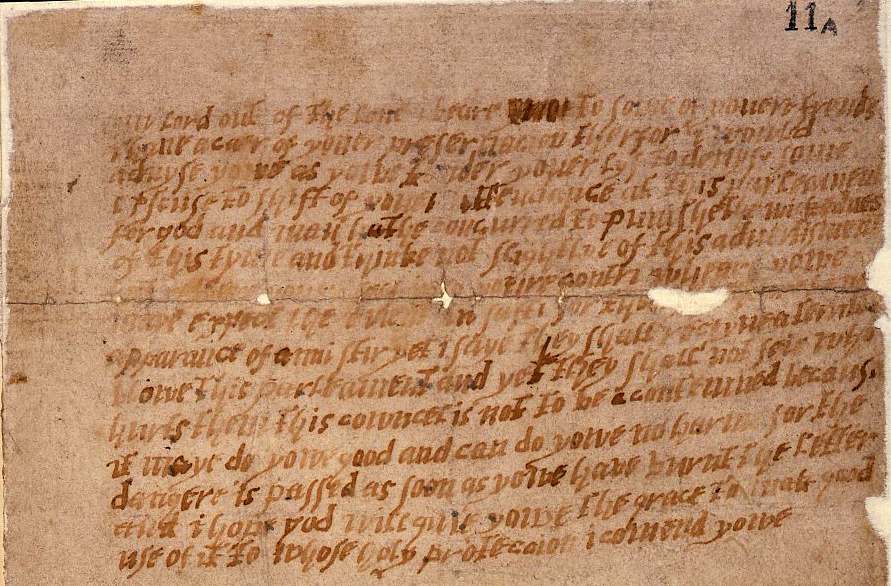
رسالة مونتيجل

بمجرد انتهائه من الرسالة ذهب مسرعاً إلى الوايتهوول وسلم تلك الرسالة لساليسبيرى. وبدوره، سلم ساليسبيرى الرسالة لإيرل ورسيستور، الذي لطالما أعتبروه متعاطفاً مع المتمردين، ومع المشتبه به «البابا هنرى هوارد»، أول شخص في عائلة نورثامبتون الحاصل على لقب إيرل. تم إخفاء تلك الأخبار عن الملك، الذي كان منهمكاً في الصيد في كامبريدجشاير، ولم يكن من المتوقع عودته في غضون أيام. ومن ناحية أخرى، أرسل خادم مونتيجل، توماس وارد؛ الذي كان لديه صلات عائلية بالأخوة رايت، رسالة لكاتيسبى يخبره فيها عن الخيانة التي حدثت. وفي ذلك الوقت كان كاتيسبى مع الملك أثناء ممارسته رياضة الصيد، وبمجرد معرفته بأمر رسالة مونتيجل، شك كاتيسبى أن من يكون خلف تلك الخيانة هو تريشام. وجنباً إلى جنب، قام كاتيسبى وتوماس ونتر بمواجهته أمام المتآمرين الذين تم تجنيدهم حديثاً. ولكن نجح تريشام في أقناعهم بأنه لم يكتب هذا الخطاب، وحثهم على التخلى عن تلك المؤامرة. ومن جهة أخرى، كان ساليسبرى بالفعل على علم ببعض التحركات قبل أن يتسلم تلك الرسالة، ولكنه لم يكن يعرف بالضبط طبيعة تلك المؤامرة، أو من المتورطين فيها. ولذلك قرر أن ينتظر، ليرى كيف ستتكشف الحقائق.
تم أضطلاع الملك على الخطاب في الأول من نوفمبر. وأستنتج من خلاله أن هناك من يريد الاستيلاء على السلطة عن طريق تفجير البرلمان، وهذا الأنفجار الذي سوف يكون أكثر عنفاً من الأنفجار الذي راح ضحيته والده، اللورد دارنلى، الذي لقى حتفه في كيرك أوف فيلد عام 1567. وعلى الرغم من خطورة الموقف الآن، الملك كان حريص على ألا يعطى الموضوع أهتماماً كبيراً، أما سالزبورى، فقد تظاهر بعدم الأهتمام. وفي صباح اليوم التالى، زار أعضاء من المجلس الملكى الملك في قصر وايتهول، وأخبروه بأن وفقاً للمعلومات التي تم أمدادهم بها عن طريق سالزبورى، من حوالى أسبوع سابق، سيقوم اللورد تشامبرلين توماس هوارد، يوم الأثنين، بإجراء عملية تفتيش للبرلمان، «كلا فوقه وتحته». وفي الثالث من نوفمبر، أجتمع بيرسى، كاتيسبى، وونتور للمرة الأخيرة، حيث قال بيرسى لزملائه بأنهم يجب أن «يلتزموا بتلك العملية إلى أقصى درجة»، وذكرهم بأن السفن، التي سوف يفرون عن طريقها، سوف تكون في أنتظارهم عند مرساة نهر التايمز. وبحلول الرابع من نوفمبر، كان ديجبى متخفياً في زى «مجموعة من الصيادين» في دانتشيرش، ومتأهباً لخطف الأميرة إليزابيث. وفي اليوم ذاته، قام بيرسى بزيارة ذا إيرل أوف نورثمبرلاند_ الذي لم يكن متورطاً في تلك المؤامرة_ ليرى إذا كان بإمكانه إستشفاف أي شئ عن الشائعات بخصوص رسالة مونتيجل. ثم عاد بيرسى إلى لندن وطمأن ونتور، جون رايت، وروبرت كيز بأن لا شئ يدعوا إلى القلق، ثم عاد إلى محل إقامته، الذي يقع على طريق نزل جراى. في نفس الليلة أتجه كاتيسبى إلى ميدلاندز، برفقة جون رايت وبيتس. وقام فاوكس بزيارة كيز ليأخذ منه ساعة صغيرة، ليضبطها على وقت إشعال الفتيل وانفجاره، وبعد ساعة تلقى روكوود عدة سيوف منقوشة من صانع سكاكين محلى.
في الرابع من نوفمبر، تم إجراء أول عملية تفتيش للبرلمان، داخله وخارجه، بواسطة سافولك، مونتيجل، وجون وينيارد_ في تلك الأثناء التي كان المتآمرين منهمكون في وضع أستعداداتهم الأخيرة. من خلال هذا التفتيش، عثروا على كومة كبيرة من الحطب، في النفق الذي يقع مباشرةً تحت مجلس اللوردات، وعثروا أيضاً على شخص يزعم أنه خادم_ وهو في الحقيقة يكون جاى فاوكس _ الذي أخبرهم بدوره أن هذا الحطب ملكاً لسيده، توماس بيرسى. غادروا مباشرةً ليقوموا بالإبلاغ عن ما وجدوه، وفي نفس الوقت، غادر فاوكس المبنى. أصر الملك على متابعة التفتيش ولكن بأن يكون أكثر شمولاً. وفي وقت متأخر من الليل، عاد فريق البحث، الذي يترأسه توماس نيفيت، إلى النفق. وهناك عثروا على فاوكس، مرتدياً عبائة وقبعة، ومُنتَعلاً حذاء طويل في نهايته أداة حاده تستخدم عند أمتطاء الخيول، وحاملاً في يده مصباحاً، هذا المصباح الذي يوجد الآن في متحف أشمولين، في أوكسفورد. تم القبض على فاوكس في تلك الليلة، وأدعى أنه جون جونسون، وانه يعمل خادم لدى توماس بيرسى. وأثناء تفتيشه، وجدوا بحوزته ساعة صغيرة (ساعة جيب)، تُستخدَم في المباريات لحساب الوقت، وعثروا أيضاً على مادة تستخدم في إشعال الحرائق تسمى الصوفان. وتم أكتشاف براميل البارود مُخبأة تحت أكوام من العصيان والفحم. ثم في الصباح الباكر من اليوم التالى، في الخامس من نوفمبر، تم أصطحابه إلى الملك.

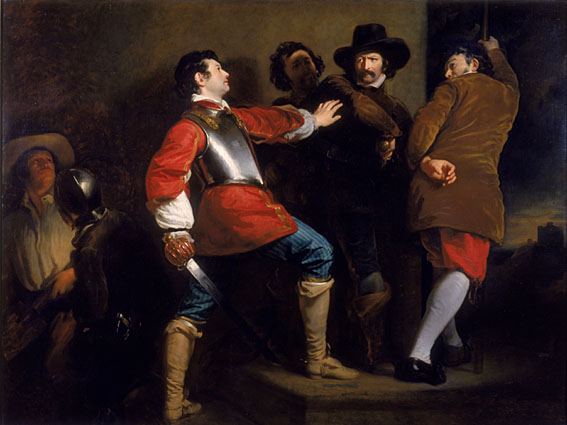
أثناء القبض على جاى فاوكس، عندما عُثِر عليه في النفق الموجود تحت البرلمان، و بحوزته البارود الذي كان سيستخدمه في تفجير البرلمان

### الهروب
بمجرد أنتشار خبر القبض على المدعى «جون جونسون» في صفوف المتآمرين، بينما كانوا في لندن، فر معظمهم إلى شمال غرب البلاد، على طول طريق واتلينج. غادر كريستوفر رايت وتوماس بيرسى سوياً. بينما غادر بعدهم بقليل روكوود، ونجح في الفرار سريعاً، حتى أنه قطع مسافة 30 كيلومتر في ساعتين، وهو يمتطى حصاناً واحداً طوال الطريق. فقد لحق بكيز، الذي كان غادر قبل منه، ثم لحق برايت وبيرسى في ليتل بريكهيل، قبل أن يصل إلى كاتيسبى، جون رايت وبيتس على نفس الطريق. وبعد أن تجمعوا سوياً، قاموا جميعاً بأستكمال طريقهم إلى دانتشيرش، مستخدمين خيول أمنها لهم ديجبى. في نهاية المطاف، ذهب كيز إلى منزل موردانت، في درايتون؛ قرية صغيرة في منطقة ريفية. وفي تلك الأثناء، بقى توماس ونتور في لندن، حتى أنه ذهب إلى قصر وستمنستر ليرى ما كان يحدث هناك. وبمجرد معرفته أن لم يتم الكشف عن المؤامرة، أمتطى حصانه وذهب إلى منزل شقيقته في نوربروك، قبل وصوله إلى هادينجتون كورت؛ حيث ورث روبرت ونتور هادينجتون كورت، التي تقع بالقرب من ورسيستر، كما أنه ورث أيضاً ثروة ليست بكثيرة. هذا المبنى أصبح مأوى للكهنة، ومكان سرى للجماهير يقيمون فيه أحتفالات. وفي طريق ستة من المتآمرين إلى قرية أشبى ستريت ليدجرز، تلك القرية التي يوجد فيها المنزل الذي قاموا المتآمرين فيه بالأتفاق على خطة المؤامرة، توقفوا عندما ألتقوا بروبرت ونتور، وقاموا بإطلاعه على وضعهم. ثم أستكملوا طريقهم إلى دانتشيرش، وقابلوا ديجبى هناك. وأستطاع كاتيسبى إقناع ديجبى أن بالرغم من فشل المؤامرة، إلا أن أحتمالية وجود نضال مسلح مازال قائم. وقد أخبر مجموعة الصيادين أتباع ديجبى أن الملك وسايسبرى قد ماتوا، قبل ذهاب الهاربين إلى الغرب، إلى أرويك. أنتشر خبر المؤامرة في لندن، ولذلك قامت السلطات بتأمين أبواب المدينة بوضع المزيد من الحراس، وقامرا بقفل الموانئ، وحماية منزل سفير إسبانيا، الذي كان محاطاً بالجماهير الغاضبة.
صدر أمراً باعتقال توماس بيرسى، ووضع رئيسه، ذا إيرل أوف نورثمبرلاند، تحت الإقامة الجبرية. خلال أستجواب «جون جونسون» الأول لم يكشف عن أي شئ، إلا أنه ذكر أسم والدته وقال أنه من مدينة يوركشاير. ولكن تم أكتشاف رسالة كانت أُرسِلت إلى جاى فاوكس في السجن لشخصه، إلا أنه أدعى أن أسم جاى فاوكس هذا واحداً من الأسماء مستعار له. وبعيداً عن أنكار نواياه، أقر جونسون (فاوكس) أنه كان يقصد قتل الملك وتدمير البرلمان. ولكن الملك، جيمس الأول، قال أن فاوكس كان يريد تدمير «ليس فقط... شخصى، ولا زوجتى، ولا حتى الأجيال القادمة، ولكنه أراد تدمير أساس الدولة». ومع ذلك، حافظ على رباطة جأشه وأصر على أنه تصرف بمفرده. فعدم رغبة فاوكس في الأفصاح عن تفاصيل المؤامرة أعجبت الملك، الذي وصفه بأنه مثل الرومان في قرارتهم.

### التحقيق
في السادس من نوفمبر، قام رئيس المحكمة العليا، سير جون بوفام، وهو رجل يكن الكثير من مشاعر الكراهية للكاثوليك، بأستجواب خادمين روكوود. وبحلول المساء كان قد علم ببعض أسماء المتورطين في المؤامرة، ومنهم: كاتيسبى، روكوود، كيز، واينتر، جون وكريستوفر رايت، وجرانت. وفي الوقت نفسه أستمر جونسون (فاوكس) مع قصته، والبارود الذي وجد معه. تم نقل البارود إلى برج لندن، حيث وصف بأنه «فاسد». كما نقل جاى فاوكس إلى برج لندن أيضاً، حيث أمر الملك بتعذيبه.
استخدام التعذيب في إنجلترا كان ممنوعاً، إلا بإذن من الملكية، أو من هيئة مثل مجلس الملكة الخاص أو من ستار تشامبر، وهي محكمة مختصة بأمور قصر وستمنستر الملكى منذ أواخر القرن الخامس عشر حتى 1641. وفي خطاب أرسله الملك إلى العاملين في برج لندن في عمليات التعذيب، في السادس من نوفمبر، أوضح لهم أن عملية التعذيب التي يجب أن تستخدم معه أولاً، ومع الأخرين، يجب أن تكون بدرجات، إلى أن تصل إلى أكبر درجة من التعذيب، وتمنى من الله أن يوفقهم في عملهم الدؤوب. قد يكون وضِع «جونسون» (فاوكس) في الأغلال وظل فترة طويلة في السجن، ولكن من المؤكد أنه تعرض لأهوال التعذيب. وفي السابع من نوفمبر كُسِرت عزيمته؛ فأعترف في وقت متأخر من هذا اليوم، وأستكمل أعترافاته على مدار اليومين التاليين.

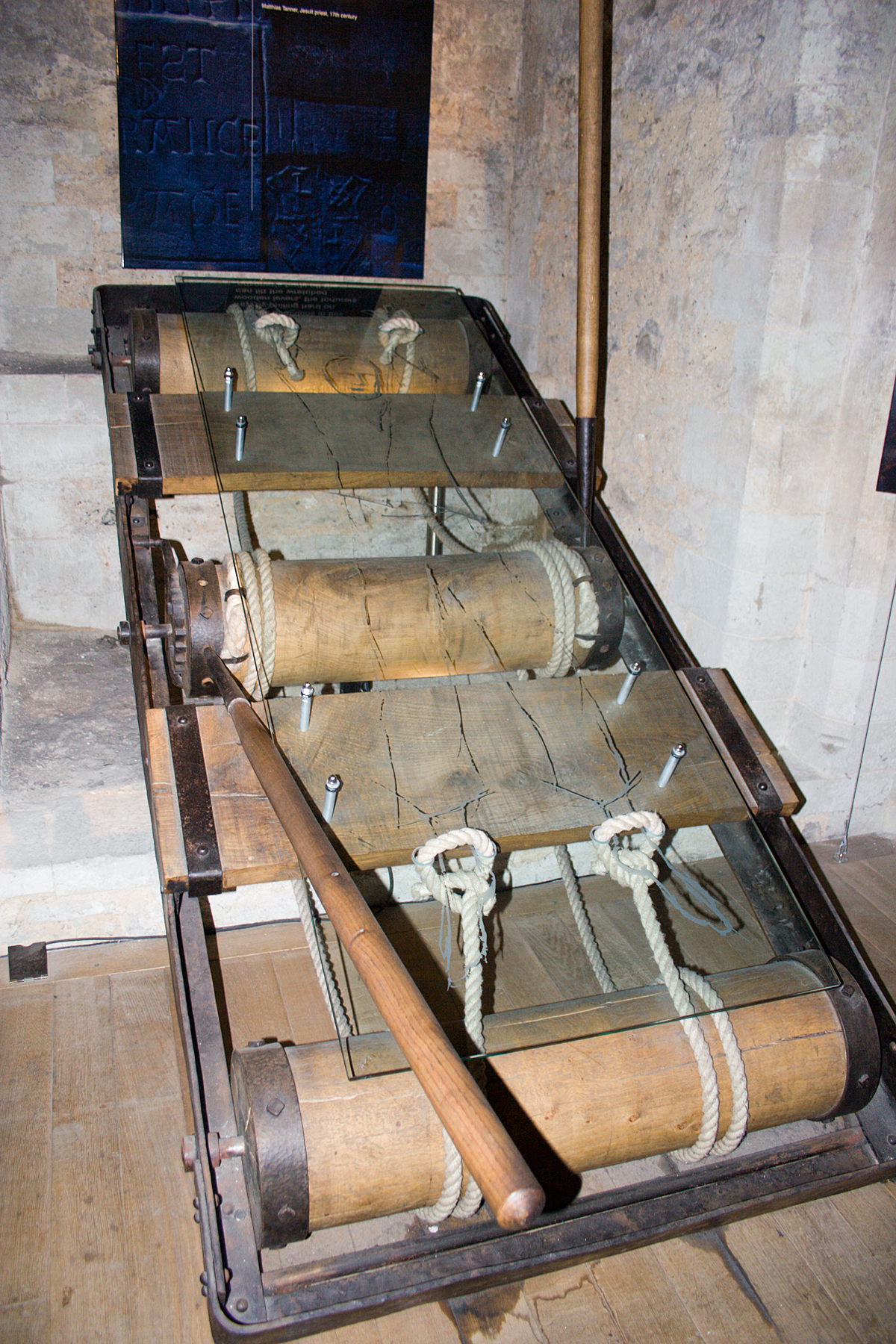
ألة التعذيب، التي أُستخدمت لتعذيب فاوكس في برج لندن

### الصمود الأخير
في السادس من نوفمبر، كان فاوكس مازال مصراً على الصمت، بينما داهم الهاربين قلعة وارويك للتزويد بالمعدات وأستكملوا طريقهم إلى نوربروك لجمع الأسلحة. ومن هذا المكان بدأوا في رحلتهم إلى هادينجتون. أما بيتس، فقد تركهم وذهب إلى كوتون كورت، منزل ريفي يعود إلى عائلة ثروكمورتون ليسلم رسالة من كاتيسبى إلى الأب جرانت وكهنة أخرين، يخبرهم فيها كل ما تبين لهم، ويطلب منهم المساعدة في تكوين جيش. ولكن جاء رد جرانت بالنفي والتوسل لكاتيسبى وأتباعه بالتوقف عن القيام بتلك الأعمال المدمرة، قبل أن يهرب هو الأخر. فقد أنطلق بعض الكهنة إلى ورويك، بسبب قلقهم الشديد على مستقبل زملائهم، الذي أصبح الآن على المحك. الذين تم القبض عليهم، وسُجِنوا في لندن. وفي فترة ما بعد الظهر، في وقت مبكر، وصل كاتيسبى ورفاقه إلى هادينجتون، وأستقبلهم توماس ونتور. لم يتلقوا أي دعم أو تعاطف من أفراد عائلة ونتور، أو من أي أحد قابلوه. فعائلة ونتور أصيبت بالذعر من أحتمال أرتباطهم بتلك الخيانة. غادروا منزل ونتور ليستكملوا طريقهم إلى منزل هولبيتش، الواقع على حدود ستافوردشاير، منزل ستيفان ليتليتون، فهو عضو في المؤامرة ولكن فريقه كان دائم النقصان. ولكنهم وجدوه متعب ويائس. قاموا بوضع البعض من البارود المبلل أمام النار لكى يجف. وبالرغم من أن البراود لم ينفجر، رغم كونه صالحاً لذلك، إلا أن شرارة من النار سقطت على البارود أدت إلى حدوث نيران أجتاحت كاتيسبى، روكوود، جرانت، ورجل أخر يدعى مورجان (رجل من فرقة الصيد). وبينما كان توماس ونتور وليتليتون في طريقهم إلى منزل هولبيتش، أخبرهم رسول بأن كاتيسبى قد مات. وعند هذه النقطة، غادر ليتليتون، بينما أستكمل توماس طريقه وعندما وصل إلى المنزل وجد كاتيسبى لازال على قيد الحياة، رغم أنه كان محترق. ولكن جون جرانت لم يحالفه الحظ، فقد اعمته النار. ولسوء الحظ، توفي ديجبى، روبرت ونتور، جون ونتور، وتوماس بيتس. لم يتبق من المتآمرين أحد سوى الشخصيات البارزة مثل: كاتيسبى، جرانت، الأخوة رايت، روكوود، وبيرسى. وفي النهاية عزم الهاربين على البقاء في المنزل، في أنتظار وصول رجال الملك.
و في صباح يوم الثامن من نوفمبر، حاصر ريتشارد والش، وهو مأمور مقاطعة ورسيسترشاير، هو ورجاله، الذي يبلغ عددهم 200 رجل، المتآمرين في منزل هولبيتش. أُصيب توماس ونتور في كتفه أثناء عبوره الساحة. وتمكنوا من إصابة جون رايت ثم شقيقه، ثم روكوود أيضاً. أما كاتيسبى وبيرسى فقد لقوا مصرعهم عن طريق رصاصة طائشة. هرع المهاجمين المنزل، لينتشلوا جثث الضحايا. وتم القبض على جرانت، مورجان، روكوود، وونتور.

## ردة الفعل

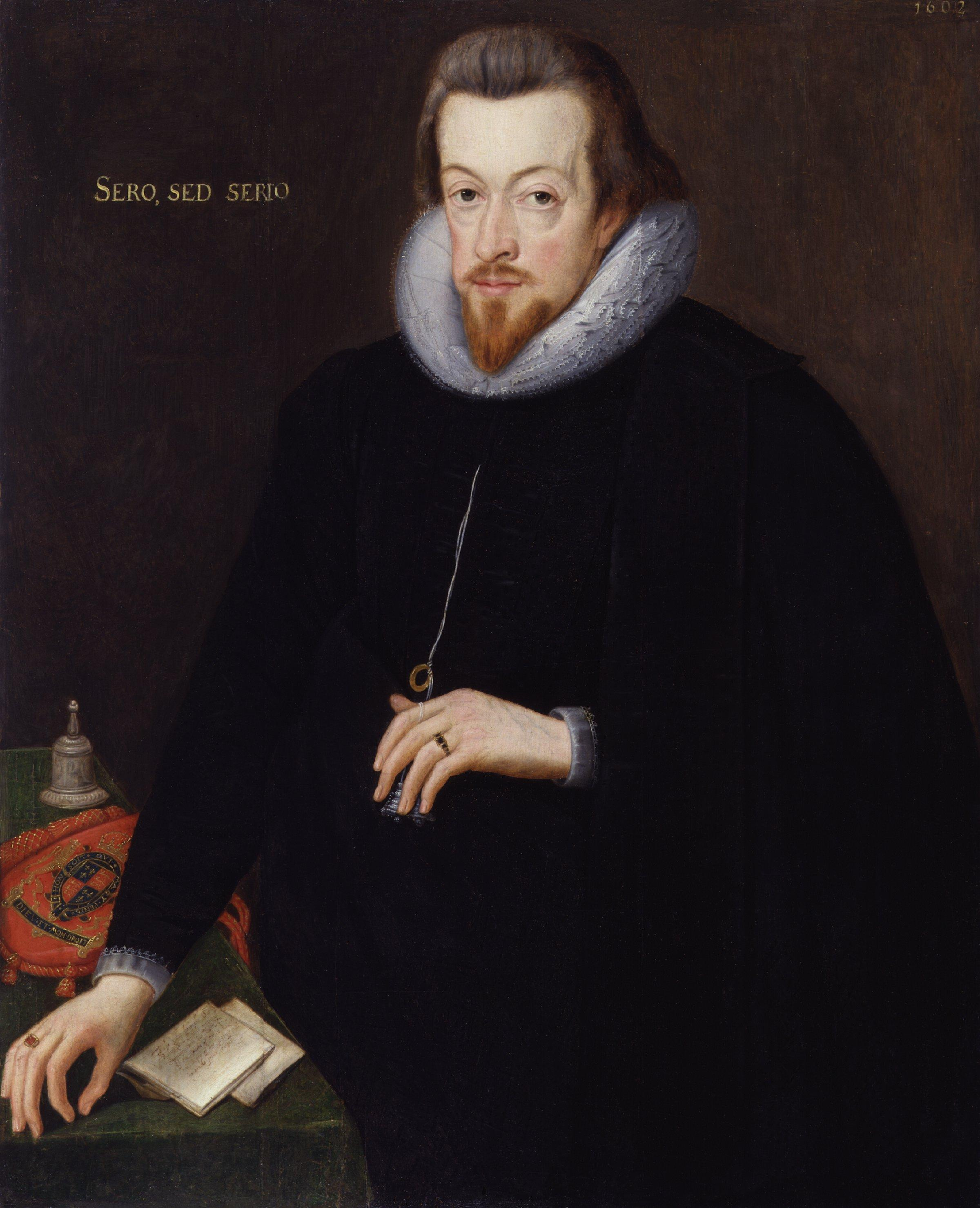
روبرت سيسل، من عائلة ساليزبورى، الحائز الأول في تلك العائلة على لقب إيرل. رُسِمت الصورة بواسطة John De Critz the Elder

أُلقى القبض على بيتس وكيز بعد فترة وجيزة من ملحمة منزل هولبيتش. وتم القبض على ديجبى، الذي كان ينوى تسليم نفسه، من قبل مجموعة صغيرة من مطارديه. وأُعتُقِل تريشام في 12 من نوفمبر، وتم أخذه إلى برج لندن بعد ثلاثة أيام. وسُجِن مونتيجو، موردانت، وستورتون (نسيب تريشام) في برج لندن أيضاً. أنضم اليهم إيرل نورثمبرلاند في يوم 27 من نوفمبر. وفي الوقت نفسه أستخدمت الحكومة تلك المؤامرة كوسيلة لإضطهاد الكاثوليك أكثر من ما سبق.
فتم تفتيش منزل آن فو في انفيلد تشيس، وأكتشفت السلطات وجود أبواب مسحورة(أبواب مخفية في الأرض لغرف سرية)، وممرات سرية. وكشف أحد الخدم المذعورين أن جرانت، الذي كان معتاداً على الإقامة في هذا المنزل، قد أعطى مؤخراً قداساً في هذا المنزل. أما بالنسبة لمنزل إليزابيث فو، فقد كان الأب جون جيرارد مختبئ فيه، هذا المنزل الذي يقع في منطقة هارودن. أما إليزابيث، فقد أُخِذَت إلى لندن للتحقيق معها. أثناء التحقيق، أزعمت أنها لم تكن على علم أبداً بحقيقة جيرارد، فهي لم تكن تعلم أنه كاهن، فقد أخبرها أنه سيد كاثوليكى، كما قالت أنها لا تعرف مكانه. تم تفتيش منازل المتآمرين، ونُهِبَت؛ حيث تم نهب مارى، رئيسة الخدم في منزل ديجبى. وقبل نهاية شهر نوفمبر، أنتقل جارنت إلى هندليب هول، بالقرب من ورسيستر، منزل عائلة هابينجتون، حيثما قام بكتابة الخطاب الذي أرسله لمجلس الملكة الخاص، معلناً فيه عن براءته.
أدت فشل مؤامرة البارود إلى البدء في موجة من الأرتياح الوطنى، خاصة بعد نجاة الملك وأبنائه، وقد أعقب عن ذلك حالة البرلمان، حيث أصبح أكثر ولاءً. حيث أستغل هذا سالزبورى لجذب الدعم للملك. أما والتر راليج، الذي كان يعانى من عمليات التعذيب في برج لندن بسبب تورطه في المؤامرة الرئيسية، وهو متزوج من ابنة عم زوجة كاتيسبى، أوضح بأنه لم يكن لديه أي علم بأمر تلك المؤامرة. خطب أُسقُف (مطران) روتشيستر في سانت بول كروس، نسخة محفوظة 21 مايو 2013 على موقع واي باك مشين. حيث أدان تلك المؤامرة.
و في خطاب الملك، جيمس، أمام كلا المجلسين في التاسع من نوفمبر، أوضح أثنين من الشواغل المستجدة على نظامه الملكى ألا وهي: الحق الإلاهى للملوك وقضية الكاثوليك. حيث أصر الملك على رأيه، بأن تلك المؤامرة كان نتاج عمل القليل من الكاثوليك، وليس كاثوليك إنجلترا ككل، حيث قال جيمس أنه لا يوافق الرأى الذي يقول:«إن جميع الذين يعتنقون هذا الدين الرومانى مجرمين مثل بعضهم». كما ذكّر الملك المجلس بأن يبتهجوا لأنه مازال على قيد الحياة، لأن الملوك مبعوثين من عند الله ليكونوا خلفاء له على الأرض، ولذلك أرجع مسألة نجاته تلك بأنها معجزة. قام ساليزبورى بمراسلة سفراء إنجلترا في الخارج ليطلعهم على ما حدث، وليذكرهم أيضاً بأن الملك لا يحمل أي ضغينة للكاثوليك. أما القوى الأجنبية، فقد أستثنت نفسها عن هؤلاء المتآمرين، وقاموا بدعوتهم بالملحدين والزنادقة البروتستانتية.

### التحقيقات

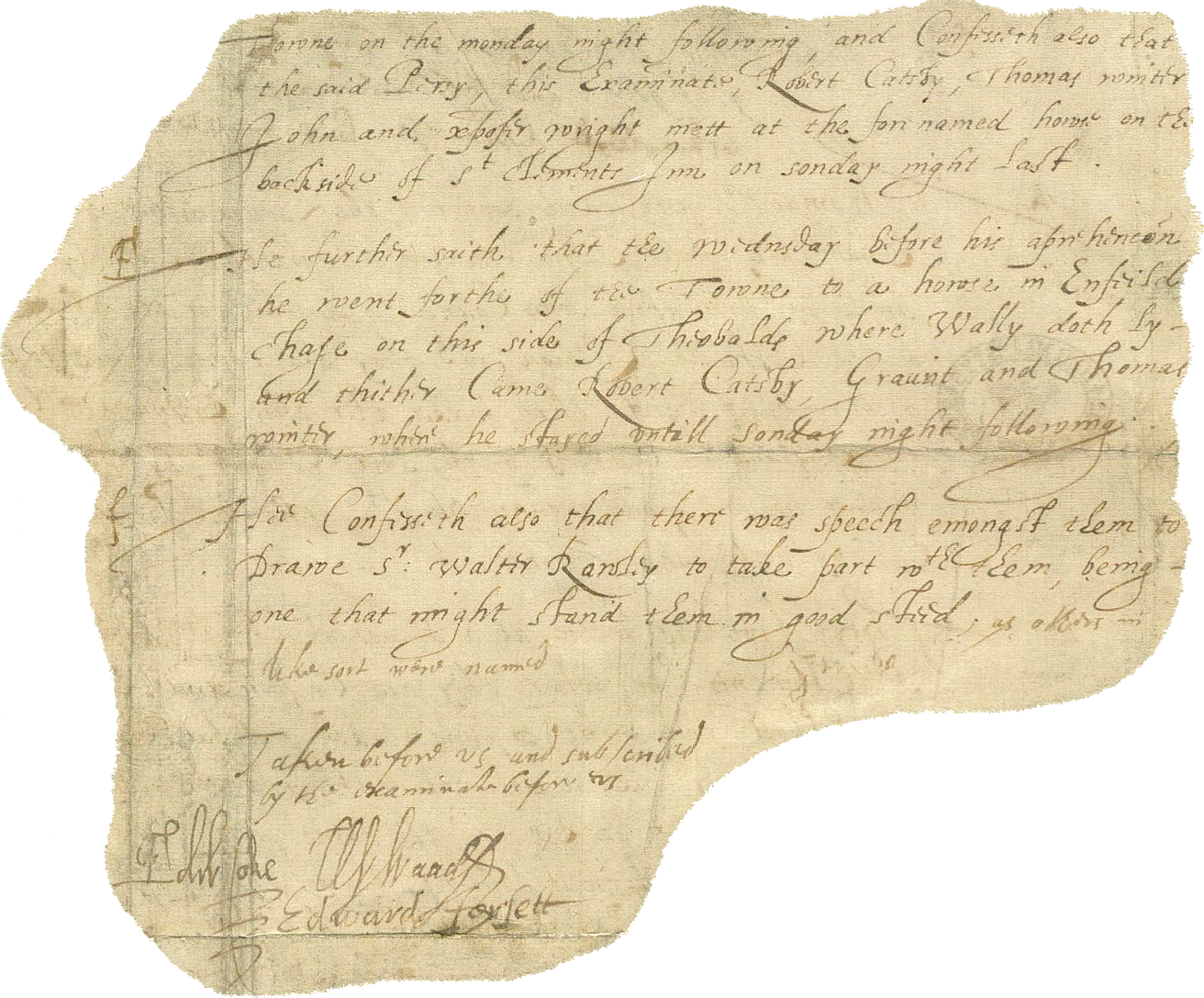
جزء من أعتراف جاى فاوكس، ة من الموضح في الصورة أمضائه الضعيف الناتج عن أرهاقه بسبب عمليات التعذيب التي تعرض لها.

جاء «سير إدوارد كوك» ليكون المسئول عن تلك التحقيقات. فعلى مدى عشرة أسابيع، في مساكن الملازم الأول في برج لندن، المعروف الآن بأسم منزل الملكة، قام بأستجواب المتورطين في المؤامرة. في الجولة الأولى من التحقيقات، لم يكون هناك أي دليل حقيقى على أن هؤلاء المتآمرين تعرضوا للتعذيب، على الرغم من أن سالزبرى أقترح أكثر من مرة أن يجب تعذيب هؤلاء المتآمرين. وكشف كوك فيما بعد أن التهديد بالتعذيب هو الحل الأكثر فاعلية للحصول على أعتراف من هؤلاء المتآمرين. فجاء أعتراف فاوكس في الثامن من نوفمبر، ثم أعتراف ونتور في الثالث والعشرين من نوفمبر. فقد أعطى ونتور معلومات قيمة عن تلك المؤامرة للمجلس الملكى الخاص، حيث أنه كان من أوائل المشاركين في تلك المؤامرة، على عكس فاوكس الذي ألتحق بالتنظيم فيما بعد. وجاء إمضاء ونتور على أعترافاته بأسم أقصر في الكتابة، حيث مضى أسمه على هذا النحو «ونتر»، بينما جائت جميع أمضائاته قبل إصابته في الكتف على هذا النحو «ونتور». ولكن خط يده كان يدل على انه هو نفس الشخص صاحب الإمضائين، فلعل إصابة كتفه جعلته يقصّر أسمه على هذا النحو. جائت شهادة ونتور بالكثير من الأمور، إلا أنه لم يذكر أسم شقيقه، روبرت. فكلاهما ذُكِروا في كتاب يسمى «كتاب الملوك»، الذي كُتِب سريعاً ليكون المرجع الرسمى عن تلك المؤامرة، وقد نُشِر في أواخر شهر نوفمبر، عام 1605. وكان موقف هنرى بيرسى في غاية الصعوبة. حيث أوضحت التحقيقات أن العشاء الذي أقامه في منتصف نهار الرابع من نوفمبر، مع توماس بيرسى، جاء ليدينه، فهو من الأدلة القاطعة التي جائت ضده، ولكن بعد وفاته لم يستطع أحد إدانته أو تبرئته. أشتبه المجلس الملكى الخاص بأن يكون نورثمبرلاند، المسؤل عن حماية الأميرة إليزبيث، متواطئ مع المتآمرين في تلك المؤامرة، وحيث كانت هناك أدلة كافية لإدنته. ظل نورثمبرلاند في برج لندن حتى تمت إدانته في 27 يونيو 1606، وأُتُهِم، كما تم تغريمه حوالى 30000 جنيه أسترلينى (و هو مبلغ هائل، يبلغ حوالى 56000000 جنيه أسترلينى في عام 2013). تم التحفظ عليه في برج لندن حتى يونيو 1621. وتمت محاكمة كلا اللوردان موردانت وستورتون في ستار تشامبر (المحكمة الإنجليزية التي توجد في قصر وستمنستر الملكى). تم الحكم عليهم بالسجن في البرج، حيثوا بقوا فيه حتى عام 1608، ثم تم نقلهم إلى سجن الأسطول. كما قدما كلاهما غرامات كبيرة. كما تم أستجواب العديد من الناس الذين قد يكونوا لهم علاقة بالمتآمرين أو قد تحكمهم صلة قرابة، رغم عدم اشتراكهم في المؤامرة. فتم القبض على شقيق نورثمبرلاند، سير آلن وسير جوسيلين. كما تم أعتقال «أنتونى ماريا براون»، ثانى فيكونت (الفيكونت هو لقب أقل من إيرل وأعلى من بارون) مونتاجو (مونتاجو: هو أسم شخص)، حيث عُرِف أنه قام بتوظيف فاوكس في مبتدأ عمره، كما عُرِف أيضاً أنه قابل كاتيسبى في 29 أكتوبر؛ و لكن تم إطلاق سراحه بعد عدة أشهر. حتى أنجيس وينمان، و هي من عائلة كاثوليكية، و تجمعها صلة قرابة بإليزابيث فو، تم التحقيق معها مرتين، و لكن سقطت التهم عنها في النهاية. قام سكرتير بيرسى، و الذي عُين فيما بعد رئيس خدم منزل نورثمبرلاند، دودلى كارلتون، بتأجير القبو الذي خُزِن فيه البارود سابقاً، و بالتالى سُجِن في برج لندن. و بعد التحقيق معه، أذن سالزبورى بالإفراج عنه بعد أن صدق قصته.

### اليسوعيون
أعترف الكاهن توماس بيتس في يوم الرابع من ديسمبر باشتراكه في المؤامرة، و هذا الأعتراف زود سالزبرى بالكثير من المعلومات التي ساعدته في إيجاد حلقة الوصل بين الكاهن الكاثوليكى والمؤامرة. كان بيتس الأكثر حضوراً لإجتماعات المتآمرين دوناً عن الجميع، و أثناء التحقيق معه قام بتوريط الأب تيسيموند في المؤامرة. حيث أعترف في 13 يناير 1606، أنه قام بزيارة جارنت وتيسيموند في السابع من نوفمبر لكى يخبرهم بفشل المؤامرة. كما أخبر بيتس المحققين عن ذهابه مع تيسيموند إلى هادينجتون، قبل أن يتوجه الكاهن إلى عائلة هابينجتون، في هيندليب هول. كما أخبرهم عن أجتماع حضره جارنت، جيرارد، و تيسيموند في أكتوبر 1605. و في نفس الوقت تقريباً، في ديسمبر، بدأت صحة تريشام في التدهور. و قد زارته زوجته بأنتظام في تلك الفترة، كما زاره أيضاً ممرضة وخادمه «وليام فافاسور»، الذي قام بمساعدته في عملية تقطير البول أثناء التبول، الناتجة عن تشنج العضلات.
| ملحوظة: كان يعانى تريشام من مرض في المثانة، و لتخفيف الألم أثناء التبول كان يقوم بتقطير البول وقد ساعده في هذه العملية خادمه وممرضه. |

قبل وفاته قام بالأعتراف على تورط جارنت مع البعثة التي أُرسِلت إلى إسبانيا في عام 1603، و لكنه تراجع عن بعض التصريحات في ساعاته الأخيرة. و لم يذكر أي شئ في أعترافاته عن رسالة مونتيجل. توفي في الصباح الباكر من يوم 23 ديسمبر، و دُفِن في برج لندن. و مع ذلك تم تجريده من ممتلكاته، كما حدث مع باقى المتآمرين، و تم قطع رأسه وتعليقها على رمح إما على نورثامبتون أو جسر لندن. و في 15 يناير تم إعلان منشور بأسم «الأب جيرارد والأب جرينواى (تيسيموند) هاربين من العدالة». فقد تمكنوا كلاهما من الفرار من البلد، أما جارنت فلم يحالفه الحظ. و قبل ذلك بعدة أيام، في التاسع من يناير، تم القبض على روبرت ونتور وستيفن ليتليتون. حيث تم الكشف عن مخبأهم في هاجلى، في منزل همفرى ليتليتون، و هو شقيق النائب جون ليتليتون، المسجون بتهمة الخيانة العظمى بسبب أشتراكه في ثورة إكسس  حيث تعرض للخيانة من قِبل أحد الطباخين، فقد زادت شكوك الطباخ بسبب كميات الطعام الهائلة التي كانت تُرسل لسيده. رغماً عن ذلك أنكر همفرى وجود الهاربين لديه، و لكن قام خادم أخر بإرشاد السلطات عن مكان أختبائهم. و في 20 يناير ذهب القاضى المحلى وبعض الخدم لديه إلى منزل توماس هابينجتون، و إلى هندليب هول (قاعة هندليب)، للقبض على الكاهنين. و بالرغم من اعتراض توماس هابينجتون على تلك الطريقة، إلا أنهم أستمروا في تفتيش منزله لمدة أربع أيام متتالية. و في 24 يناير، خرج الكاهنين من مخبأهم، يتضورون جوعاً. أما همفرى ليتليتون، الذي قام بالهروب من السلطات في هاجلى، ذهب بعيداً مثل بريستود في ستافوردشاير قبل القاء القبض عليه. تم وضعه في السجن، ثم حُكِم عليه بالإعدام في ورسيستر. و في 26 من يناير، أخبر همفرى السلطات عن مكان الأب جارنت في مقابل حياته أي عدم إعدامه. فقد أرهقهم أختبائه لفترة طويلة، كما أن جارنت مصطحب معه كاهم أخر. و لكنه خرج من مخبأه بعد فترة، و تم القبض عليه.

### المحاكمات
و عن طريق الصدفة، في نفس اليوم الذي تم العثور فيه على جارنت، كان تم أستدعاء المتآمرين الذين مازالوا على قيد الحياة إلى قصر وستمنستر. فقد نُقل سبعة من المسجونين من برج لندن إلى ستار تشامبر عن طريق زورق. بيتس، الذي كان يُعتبر من الطبقة الدنيا، تم جلبه من سجن جيتهاوس. و قد ذُكِر أن بعض المساجين كانوا قد أصابهم اليأس، و البعض غير مكترث، حتى أنهم كانوا يدخنون التبغ. و قد توارى عن الأنظار الملك وعائلته أثناء المحاكمة، و قد حضر العديد من الناس لمشاهدة المحاكمة. و حضر أيضاً مفوضين اللوردات؛ حيث حضر إيرل سوفولك، إيرل ورسيستر، إيرل نورثامبتون، إيرل ديفونشاير، و إيرل ساليسبرى. فسير جون بوفام هو رئيس المحكمة العليا، و سير توماس فليمينج؛ البارون الأول وقاضى خزانة إنجلترا، و القاضيين؛ سير توماس والميزلى وسير بيتر اوربوتون، جلسا في المحكمة ليكونا القاضيين الذين سيقوما بالحكم على المتآمرين. تم قراءة القائمة التي تضم أسماء الخونة بصوت مرتفع، بدءاً بهؤلاء الكهنة: جارنت، تيسيموند، و جيرارد. أول من تحدث كان رئيس مجلس العموم (و لاحقاً رئيس رولز)، سير إدوارد فيليبس، الذي قام بوصف الهدف من تلك المؤامرة بالتفصيل. و تلاه في ذلك النائب العام السير إدوارد كوك، الذي بدأ بخطاب طويل_ كان من الواضح أن محتواه يتضمن تأثيراً قوياً من سالزبورى_ تضمن إنكار أن الملك قام بإعطاء وعود في أي وقت مضى للكاثوليك. ثم تم الترحيب بجزء مونتيجل في كشفه عن المؤامرة، و ظهرت الوثائق التي تتعلق بمهمة إسبانيا 1603. كما قام كوك في خطابه بحذف الجزء المتعلق بأحتجاجات فاوكس على أتهامهم لجيرارد بشأن معرفته بالمؤامرة، فقد أوضح فاوكس أن جيرارد لم يكن يعرف أي شئ عن تلك المؤامرة. و أثناء المحاكمة، تم منح الأحترام الواجب عندما ذُكِرت القوى الأجنبية، أما الكهنة فقد لُعِنوا، حيث تم تحليل سلوكياتهم وأفعالهم بقدر المستطاع. فوفقاً لكوك، كانت تراوده بعض الشكوك حول أن من أبتدع أمر تلك المؤامرة هم الكهنة اليسوعين. فأجتماع جارنت مع كاتيسبى، الذي قيل سابقاً بأنه دليل على عدم تورط الكهنة في المؤامرة، دليل كافِ على أن اليسوعيين هم العنصر الأساسى في المؤامرة؛  فوفقا لكوك، يمكن أعتبار مؤامرة البارود الدليل على خيانة اليسوعيين. تحدث كوك بمشاعر فياضه عن رؤيته حول المصير المحتمل للملكة وباقى عائلة الملك، و عن الأبرياء الذين تم القبض عليهم في الأنفجار.
صرح كوك بأن كل من تمت إدانتهم سوف يحكم عليهم بالإعدام. و وفقاً لطريقة الإعدام التي سوف تنفذ في المتآمرين هي تقطيع أعضائهم التناسلية ثم إحراقها أمام أعينهم، ثم إخراج أمعائهم وقلبهم. ثم سيتم قطع رأسه وأجزاء من جسدهم لتكون «فريسة لطيور السماء».
تمت قراءة اعترافات المتآمرين بصوتٌ عالى، و أخيراً سُمِح للسجناء بالتحدث. أدعى روكوود في تصريحاته بأن كاتيسبى هو الذي أدخله في تلك المؤامرة. أما توماس ونتور فقد توسل للقضاة ليحكما عليه وعلى شقيقه بالإعدام. بينما أدعى فاوكس بأنه غير مذنب، حيث أنه لم يكن على علم ببعض الجوانب في لائحة الاتهام. بدا كيز بأنه متقبلاً لمصيره، و قام بيتس وروبرت ونتور بالتوسل من أجل الرحمة، بينما أوضح جرانت تورطه في المؤامرة من خلال قوله أنها «مؤامرة كانت تُقصَد أن تنفذ ولكنها لم تنفذ أبداً». ديجبى الوحيد الذي تمت محاكمته في لائحة اتهام منفصلة،  حيث أعترف أنه مذنب، مصراً على أن الملك تراجع عن وعوده التي صرح بها في وقت مضى بالتسامح للكاثوليك، و أن بسبب محبته لكاتيسبى وللقضية الكاثوليكية هي التي دفعته للاشتراك في تلك المؤامرة. و قد توسل لأن يقوما بقطع رأسه بالفأس، و توسل من أجل الرحمة. و لكن دفاعه لم يكن له أي جدوى؛ فقد وبخ كوك ونورثمبرلاند هذا الدفاع، و بالإضافة إلى السبعة المعاونين له في المؤامرة، حُكِم عليهم بتهمة الخيانة العظمى. صاح ديجبى قائلاً:«أتمنى أن أسمع من أي أحد في مقاعد مجلس اللوردات بأنه يسامحنى، لكى أذهب راضياً إلى حبل المشنقة». و كان الرد:«الله غفورٌ رحيم، و نحن أيضاً.» 
و قد تم أستجواب جارنت إلى ما يصل لثلاث وعشرين مرة. و كان رده هزلياً في كل مرة على التهديدات بتعذيبه؛ حيث قال «التهديد يكون فقط لصغار السن»، كما أنه أنكر محاولته لتشجيع الكاثوليك للدعاء من أجل قضيتهم. بينما لجأ المحققون إلى تزوير المراسلات التي كانت بين جارنت وبعض الكاثوليك، و لكن جاء هذا بدون جدوى. سمح له السجّانين فيما بعد بأن يتحدث مع أحد الكهنة، الذي كان متواجد في الزنزانة المجاورة له، مع العلم أنهم قاموا بالتنصت على كل أحاديثهم.
و في نهاية المطاف كشف جارنت عن معلومة هامة بدون قصد، و هي أن هناك شخص واحد يمكنه أن يشهد بأن جارنت كان على علم بتلك المؤامرة. ثم بعد تعرضه لعمليات التعذيب أضطر جارنت إلى الأعتراف بأنه كان على علم بشأن تلك المؤامرة من خلال أحد أتباع أوزولد تيسيموند، و الذي علم بدوره بشأن تلك المؤامرة من خلال أعتراف كاتيسبى له في الكنيسة. سمح له السجّانين فيما بعد بأن يتحدث مع أحد الكهنة، الذي كان متواجد في الزنزانة المجاورة له، مع العلم أنهم قاموا بالتنصت على كل أحاديثهم. و في نهاية المطاف كشف جرانت عن معلومة هامة بدون قصد؛ و هي وجود شخص واحد يمكنه أن يشهد بأن جارنت كان على علم بتلك المؤامرة. ثم بعد تعرض جرانت لعمليات التعذيب الوحشية أضطر إلى الأعتراف بأنه كان على علم بشأن تلك المؤامرة من خلال أحد أتباع أوزولد تيسيموند، و الذي علم بدوره بشأن تلك المؤامرة من خلال أعتراف كاتيسبى له في الكنيسة.
في نهاية المطاف تم أتهام جارنت بالخيانة العظمى و أقيمت محاكمته في 28 مارس بمقر النقابات في لندن، حيث أستمرت المحاكمة لمدة إحدى عشر ساعة؛ من الساعة الثامنة صباحاً حتى الساعة السابعة مساءً. و وفقاً لما قاله كوك أثناء المحاكمة، فإن جارنت قام بالتحريض لتلك المؤامرة ويجب إدانته، حيث قال:
«يتمتع جارنت بالعديد من الهبات، حيث أنه بارع في فن اللغة وإنتقاء الكلام، فهذا بحكم مهنته، ككاهن وقدوة كما أنه أيضاً كان قدوة لكل من سبقوه لتلك الخيانة الشيطانية، فهو خادع، حيث أنه حاول بالإطاحة بالأمراء، و المملكة...»
قام جارنت بتفنيد جميع التهم التي وجهت له، و قام بشرح الموقف الكاثوليكى في مثل هذه الأمور، و لكن مع ذلك تمت إدانته وحكم عليه بالإعدام.

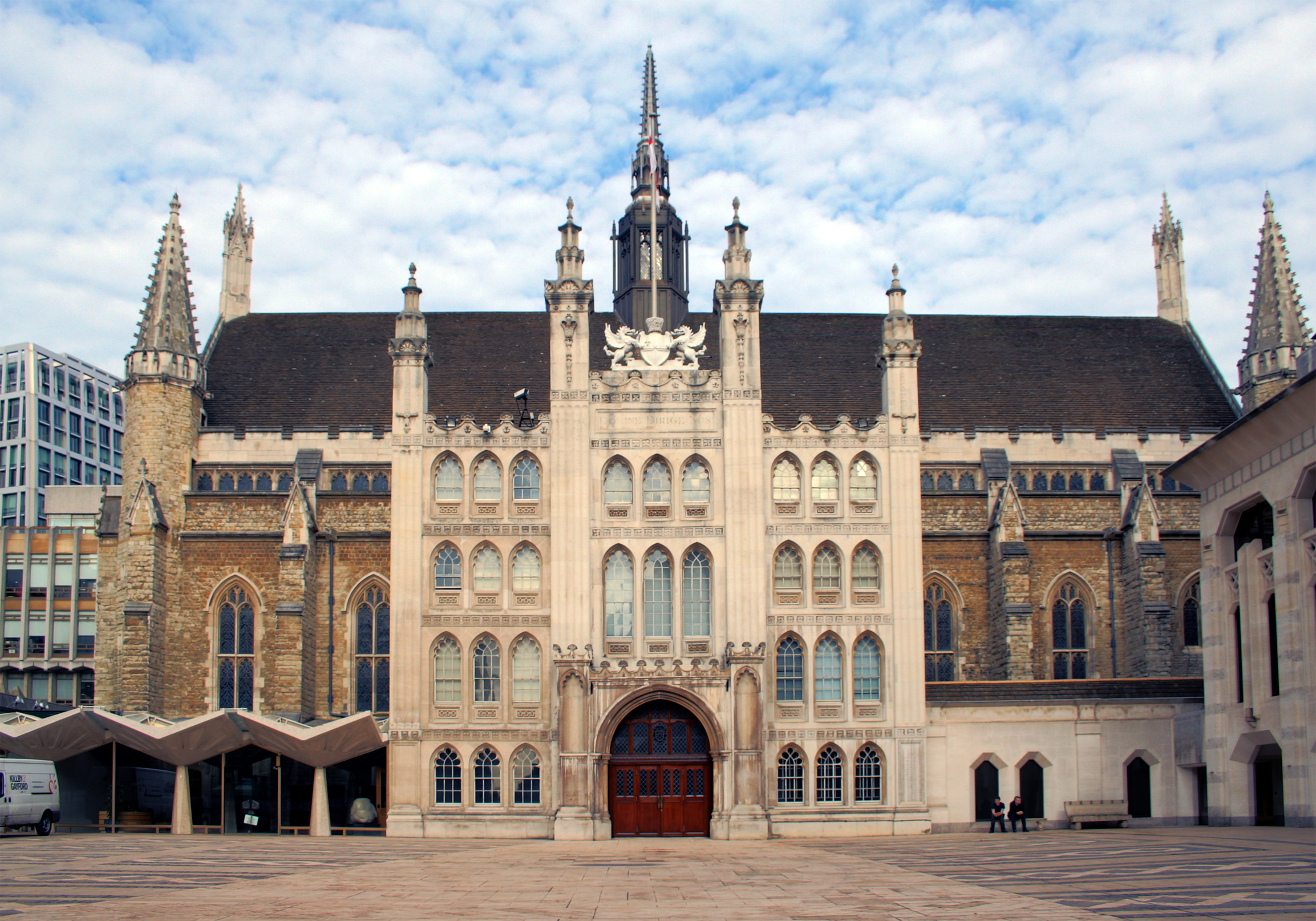
مقر النقابات بلندن.

### تنفيذ الأحكام
على الرغم من عدم تعرض كاتيسبى وفاوكس للجلد بالسوط، إلا أنهم تم التمثيل بجثثهم، فعلقت رؤوسهم خارج مجلس اللوردات، ليكونوا عِبرة لغيرهم. بينما في يوم 30 من يناير، تم تنفيذ الأحكام في إيفيرارد ديجبى، روبرت ونتور، جون جرانت، و توماس بيتس، حيث تم وضعهم على حاملة خشبية وسحلهم في جميع شوارع لندن إلى باحة كنيسة القديس بولس. طلب ديجبى، و هو أول شخص يصعد على السقالة، الغفران من الشعب، كما أنه رفض أي أهتمام أو تعاطف من الكهنة المنتمين للمذهب البروتستانتى. تم تجريده من ملابسه، حيث أصبح يرتدى قميصه فقط، و تسلق على السلم لوضع رأسه في حبل المشنقة. و سرعان ما تم خنقه، و بينما كان ديجبى لايزال في وعيه، تم بتر أوصاله؛ حيث تم قطع خصيته، ثم استخراج أحشائه ثم تم شد أطرافه الأربعة حتى أنفصلوا عن جسده. و قد نُفذت هذه الطريقة في الإعدام أيضاً على روبرت ونتور، جون جرانت، و توماس بيتس. و في اليوم التالى، تم تنفيذ حكم الإعدام في توماس ونتور، أمبروس روكوود، روبرت كيز، و جاى فاوكس؛ حيث تم بتر أطرافهم، أمام المبنى الذي كانوا قد أتفقوا أمامه على القيام بتلك المؤامرة؛ و هو يقع في ساحة القصر القديم في وستمنستر. لم ينتظر كيز أوامر الجلاد بالشنق حيث أنه قفز بنفسه بعد وضع حبل المشنقة حول عنقه، و لكنه نجا، و لذلك تعرض لعملية التعذيب التي تلى من ينجو من الشنق، و هي ببتر أطرافه. على عكس فاوكس، الذي قام بالقفز أيضاً ولكنه دق عنقه وبالتالى نجا من الجزء الأخير المتمثل في عمليات التعذيب البشعة. تم إعدام ستيفن ليتليتون في ستافورد. بينما أُعدِم قريبه همفرى في ريد هيل، بالقرب من ورسيستر، بالرغم من تعاونه مع السلطات. بينما أُعدِم هنرى جارنت في الثالث من مايو عام 1606.

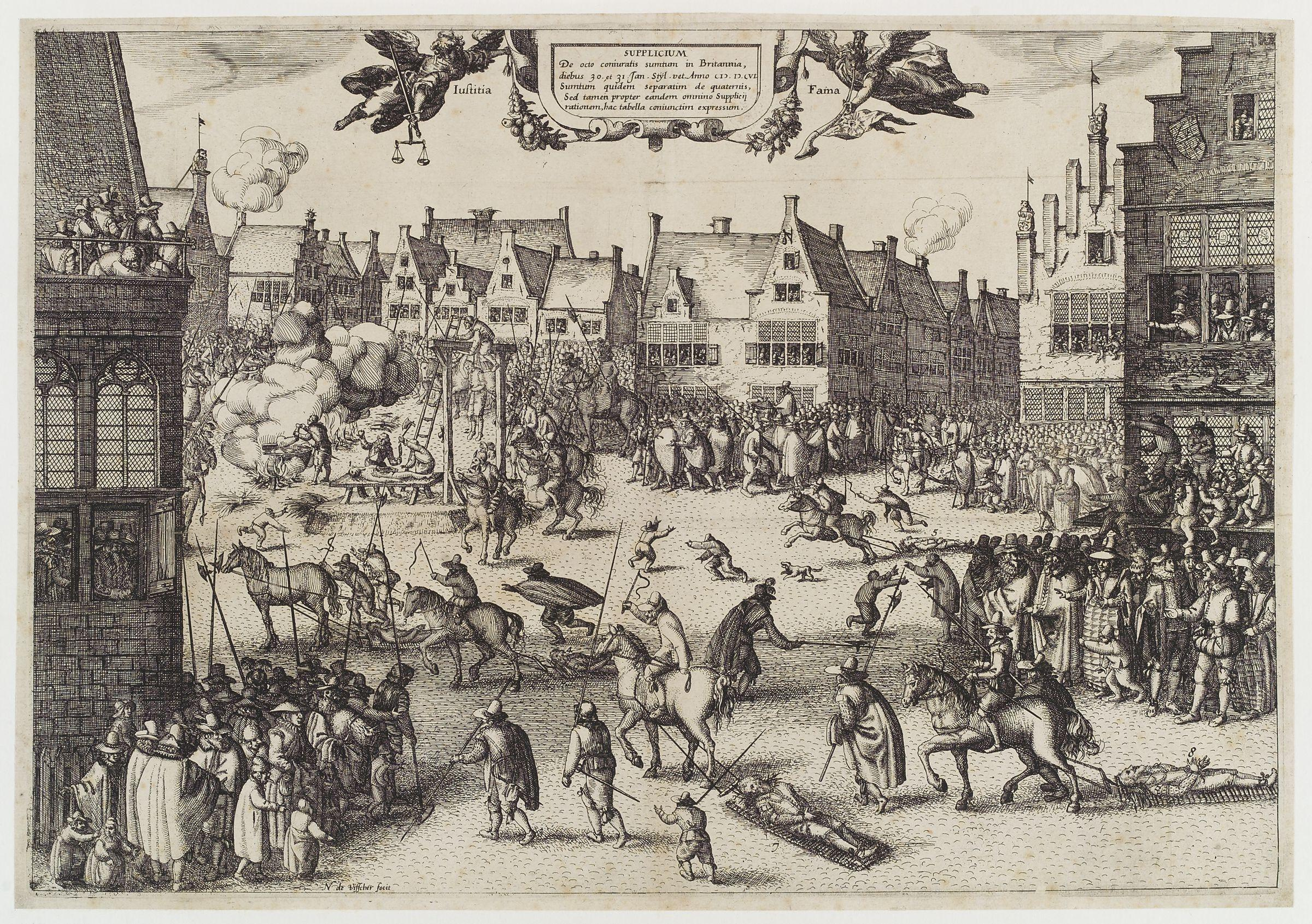
صورة توضح أعدام جاى فاوكس، رسمت بريشة Claes (Nicolaes) Jansz Visscher

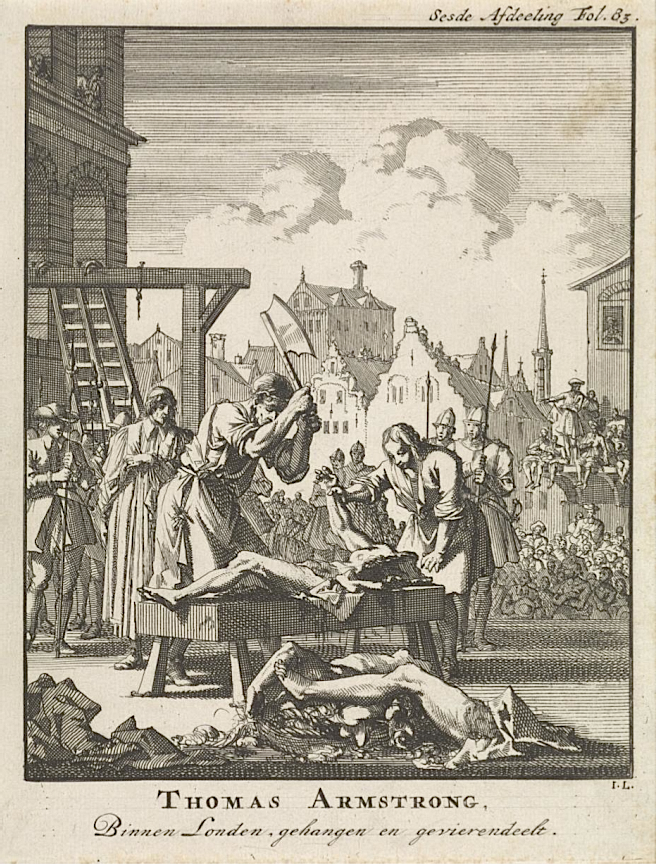
تنفيذ حكم الإعدام في بعض المتآمرين من خلال بتر أوصالهم وهم أحياء.

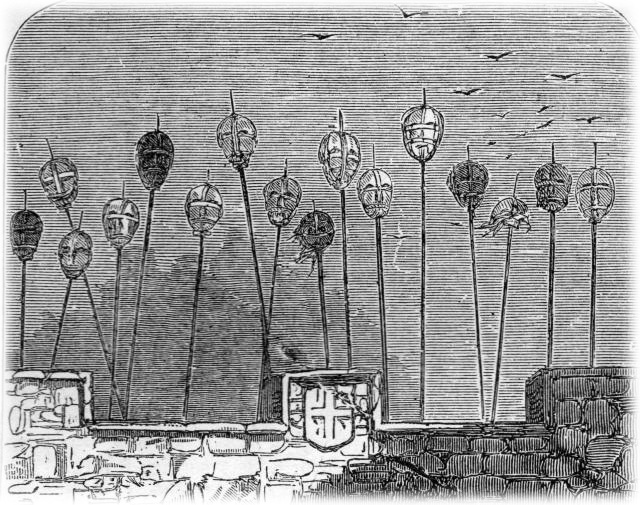
صورة توضح رؤوس المتآمرين التي تم وضعها على سور برج لندن القديم

## ما بعد المحاكمات
بدا في عام 1604 احتمالية وجود تسامح دينى للكاثوليك (للرومان كاثوليك) أمراً بعيد المنال، و خاصة بعد أكتشاف تلك المؤامرة واسعة النطاق، فقرر البرلمان وضع تشريعات جديدة مناهضة للكاثوليك، خاصة بعد القبض على المتورطين وتنفيذ المحاكمات. حيث تم تعزيز القوانين المناهضة للكاثوليك، في صيف 1606؛ فقد عاد مرسوم يعرف بأسم «مرسوم الكاثوليك المتمردين» و بالإنجليزية "The popish recusants act "؛ هذا المرسوم الذي نص على عدم إتاحة الفرصة للكاثوليك بالعمل في مجال القانون أو الطب، كما أن هذا المرسوم نص على إعطاء السلطة للقضاة بتفتيش منازل الكاثوليك بحثاً عن الأسلحة في أي وقت. كما تم تفعيل قانون الغرامات وإدلاء يمين الولاء للملك مرة أخرى،  و هذا اليمين يتطلب بأن يتخلى الكاثوليك عن «بدعة» المذهب الذي يقول بأن «وفقاً للقانون الكنسي يمكن عزل أو إغتيال الأمراء.»  أستغرقت عملية تقليص التشريعات المناهضة للكاثوليك في إنجلترا إلى 200 سنة أخرى، و لكن تم إبقاء العديد من الشخصيات الكاثوليكية ذات الأهمية والتي كانت تتمتع بالولاء للملك، خلال فترة حكم الملك جيمس الأول. و بالرغم من عدم وجود «الزمن الذهبى» للتسامح الدينى تجاه الكاثوليك كما كان يأمل الأب جارنت، إلا أن في فترة حكم جيمس كانت تعتبر من أكثر الفترات التي تمتاز بالتساهل النسبى تجاه الكاثوليك، فقد تمت محاكمة القليل منهم فقط.
و قد أستخدم الكاتب المسرحى وليام شكسبير تاريخ عائلة نورثمبرلاند في سلسلة من مسرحياته التي كانت تتحدث عن الملك هنرى الرابع، كما يبدوا أنه تأثر بأحداث مؤامرة البارود، حيث أستخدم بعض الأحداث التي شهدتها تلك مؤامرة في بداية روايته الشهيرة «ماكبث»، التي كتبت ما بين عام 1603 و1607. و قد زاد الاهتمام فيما بعد بأحداث تلك المؤامرة التي عرفت بالمؤامرة شيطانية. فقد جائت بعض الأقاويل الشهيرة لتصف الغموض، الذي كان أحد عناصر تلك المؤامرة، وصفاً دقيقاً مثل الجملة الشهيرة، التي جائت في رواية ماكبث، «كل جميلٌ قبيح، وكل قبيحٌ جميل». وفي سياق متصق، تم العثور على أحد الرسائل للأب جارنيت بحوذت أحد المتآمرين، وقد كان مضمونها غامض إلى حدٍ كبير. وقد تأثر الكاتب جون ميلتون بهذه المؤامرة أيضاً، حيث قام بكتابة قصيدة عام 1626، والتي وصفها أحد النقاد بقوله «القصيدة الثائرة»، فقد عكست تلك القصيدة مشاعر الرأى العام للأحزاب تجاه العيد الوطنى للبروتستانتيين بإنجلترا،  حيث نُشِرت تلك القصيدة على هيئة خمسة قصائد قصيرة جميعهم منتهيين بفكرة ساخرة عن مؤامرة البارود، وكانت تلك القصيدة هي البداية لأعمال أكبر لجون ميلتون جائت فيما بعد. ولعل أيضاً تلك المؤامرة كانت سبباً في تأليف ميلتون لقصيدته الشهيرة «الفردوس المفقود»، وبالإنجليزية الفردوس المفقود.